# Debate de la Ley de Servicios de Comunicación Audiovisual

Esténcil en Córdoba a favor de la aprobación.

El debate de la Ley de Servicios de Comunicación Audiovisual se desarrolló en la Argentina durante 2009, a raíz del proyecto presentado por la presidenta Cristina Fernández de Kirchner.
La ley 26.522 de Servicios de Comunicación Audiovisual, promulgada el 10 de octubre de 2009, establece las pautas que rigen el funcionamiento de los medios radiales y televisivos en la República Argentina. Reemplazó a la Ley de Radiodifusión 22.285, que había sido promulgada en 1980 por la dictadura militar autodenominada Proceso de Reorganización Nacional y que se mantuvo vigente hasta la aprobación de la nueva ley.
Desde la recuperación de la democracia el 10 de diciembre de 1983, existió un amplio consenso sobre la necesidad de derogar la norma de la dictadura y sancionar una nueva ley, en consonancia con las necesidades cívicas y participativas de la democracia. Los presidentes Raúl Alfonsín en 1988 y Fernando de la Rúa en 2001 presentaron sendos proyectos de ley, pero no pudieron ser tratados debido a las fuertes presiones ejercidas por parte de los sectores involucrados.
En agosto de 2009, la presidenta envió un proyecto de ley a la Cámara de Diputados para reemplazar la ley de radiodifusión, luego de haber debatido por un año en veinticuatro foros que se desarrollaron en distintos puntos del país, una propuesta de proyecto de ley basada en veintiún puntos presentados por la Coalición por una Radiodifusión Democrática en 2004.
El proyecto de ley fue duramente criticado por un sector importante de la oposición (UCR, PRO, PJ disidente y Coalición Cívica), los grandes multimedios y las organizaciones de propietarios de medios tanto nacionales como internacionales. Durante el debate social que tuvo el proyecto, los grandes medios de comunicación lo denominaron sistemáticamente como «Ley para controlar a los medios»,
«Ley de medios K»,
«Ley K de medios»,
«Ley mordaza»,
«Ley de control de medios»
y «Ley contra los medios».
Por el contrario, fue apoyado por partidos de centroizquierda (Nuevo Encuentro, Proyecto Sur, Partido Socialista), radios comunitarias, todas las universidades nacionales, los sindicatos, organizaciones de derechos humanos, la ONU y organizaciones nacionales e internacionales de periodistas y trabajadores de prensa.

## Coalición por una Radiodifusión Democrática
La Coalición por una Radiodifusión Democrática es un grupo de más de 300 organizaciones sociales, comunitarias, de derechos humanos, sindicales y de pequeñas y medianas empresas que, tras meses de trabajo en conjunto, propusieron el día 27 de agosto de 2004 una lista de 21 puntos básicos que, según su criterio, debía tener la nueva ley de radiodifusión que reemplazara a la sancionada por la última dictadura militar.

### 21 puntos básicos por el derecho a la comunicación
- Wikisource contiene obras originales de o sobre Debate de la Ley de Servicios de Comunicación Audiovisual.

La «Iniciativa ciudadana por una ley de radiodifusión para la democracia» o «21 puntos básicos por el derecho a la comunicación», conocida coloquialmente como «los 21 puntos» fue una propuesta planteada por la Coalición por una Radiodifusión Democrática con el fin de precisar una serie de pautas fundamentales para conformar una ley de medios audiovisuales compatible con la democracia y promotora de ella.
Los 21 puntos se insertan en el campo más amplio del derecho a la comunicación, tanto activa como pasiva, que tienen todas las personas. Destacan que la radiodifusión no puede manejarse solamente como un negocio comercial y que debe ser independiente de toda presión, pública o privada.
Establecen que las frecuencias radioeléctricas deben pertenecer a la comunidad y considerarse «patrimonio común de la humanidad». Las frecuencias deben ser administradas por el Estado y adjudicadas por un período de tiempo «a quienes ofrezcan prestar un mejor servicio».
Los medios de radiodifusión deben tener como objetivo primordial promover la diversidad y el pluralismo garantizándose el acceso de todos los sectores de la sociedad a la titularidad y gestión de los servicios. La ley debe impedir la formación de monopolios y oligopolios, a los que considera como «conspiradores contra la democracia». El Estado debe llevar un registro público de licencias y no podrán tener medios de radiodifusión los funcionarios públicos de alto nivel ni quienes hayan violado los derechos humanos.
Los 21 puntos consideran que se deben establecer tres áreas de radiodifusión: pública, comercial y comunitaria. Asimismo, sostienen que estas últimas deben tener al menos un 33% de las frecuencias. Todos deben poder contratar publicidad. Los medios estatales deben ser públicos y no gubernamentales –es decir, no deberían utilizarse como propaganda política del gobierno de turno–. El canal de TV pública nacional y la Radio Nacional deben ser gratuitos y de difusión en todo el país. Cada provincia debe tener una radio y una emisora de TV, y cada municipio, una emisora de FM. La radiodifusión universitaria se debe organizar como un sistema público de gestión autónoma.
Asimismo, se deben establecer cuotas mínimas para la emisión de música, cine y contenidos de producción local, nacional y propia. Las repetidoras y cadenas deben ser una excepción. La publicidad debe ser de producción nacional y diferenciarse de los programas, en tandas claramente identificadas al inicio y al final por la señal distintiva del medio. La autoridad de aplicación de la ley debe contemplar la participación de las provincias y las organizaciones de la sociedad civil y sindicales. Debe crearse la figura del «defensor del público».

### Reunión de la Coalición por una Radiodifusión Democrática con la presidenta

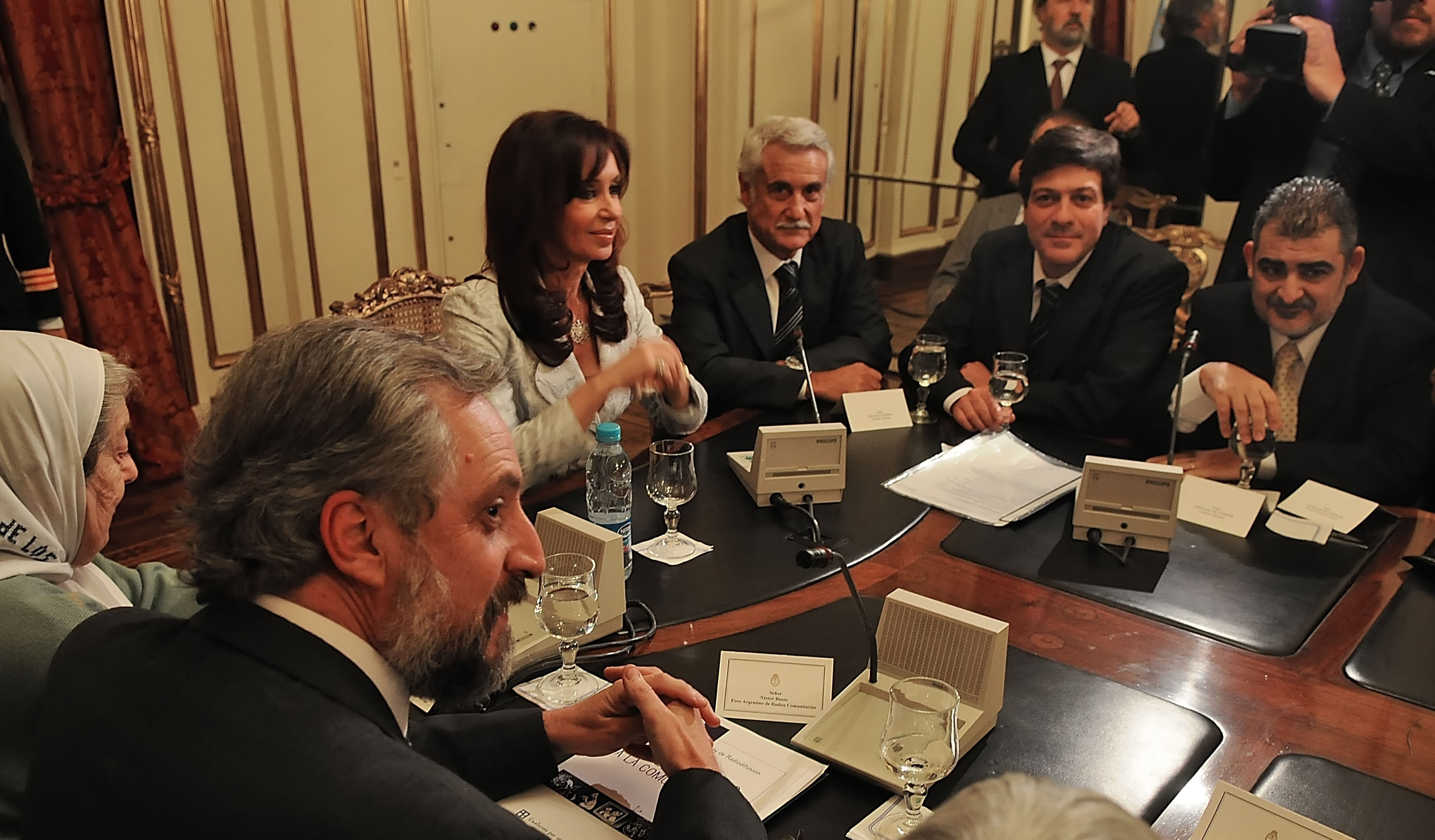
La presidenta Cristina Fernández de Kirchner junto con el secretario de Medios, Enrique Albistur; el titular del COMFER, Gabriel Mariotto y representantes de la Coalición por una Radiodifusión Democrática.

El 16 de abril de 2008, Cristina Fernández de Kirchner recibió en el Salón Norte de la Casa Rosada a más de sesenta integrantes de la Coalición por una Radiodifusión Democrática, quienes entregaron a la presidenta la lista de los 21 puntos.
La presentación de la propuesta la llevó a cabo Néstor Busso, de la Federación Argentina de Radios Comunitarias (FARCO), quien señaló la necesidad de
«sancionar rápidamente una nueva Ley de Radiodifusión que desmonte el monopolio informativo y democratice la comunicación en la Argentina».

### Carta a la presidenta y declaración de interés
El 30 de julio de 2008, la Coalición por una Radiodifusión Democrática envió una carta a la presidenta de la Nación en la que solicitaba el envío de un proyecto de reemplazo de la Ley 22.285. Entre otras cosas, manifestaron lo siguiente:

Entendemos que la radiodifusión es una forma de ejercicio del derecho a la información y la cultura y no un simple negocio comercial. El Estado tiene el derecho y el deber de ejercer su rol soberano para garantizar la diversidad cultural y pluralismo comunicacional. Eso implica asegurar la igualdad de oportunidades para el acceso y participación de todos los sectores de la sociedad a la titularidad y gestión de los servicios de radiodifusión. (...) Por estos principios, se torna imprescindible sustituir el vigente Decreto-Ley de Radiodifusión impuesto por la dictadura militar en 1980.

Desde los sectores populares nos unimos a fines del 2003 para presentar una propuesta y formamos la Coalición por una Radiodifusión Democrática. Los gremios de la comunicación de la CGT (Confederación General del Trabajo) y de la CTA (Central de Trabajadores de la Argentina), las universidades nacionales, organizaciones sociales, cooperativas y organismos de derechos humanos logramos acordar los veintiún puntos por el Derecho a la Comunicación presentados públicamente el 27 de agosto de 2004, y entregados en aquel tiempo al Congreso Nacional y al Poder Ejecutivo.

Creemos que ya es tiempo, en esta democracia, de multiplicar voces para garantizar los derechos de todos mediante una nueva Ley de radiodifusión o de Servicios de Comunicación Audiovisuales. Entendemos que para avanzar en la línea de la redistribución de la riqueza y profundización de la democracia, que Usted ha señalado reiteradamente, urge el envío del proyecto a la brevedad para su debate parlamentario.

En la sesión del día 20 de agosto de 2008, la Cámara de Diputados declaró de interés los 21 puntos consensuados por la Coalición por una Radiodifusión Democrática.

## Proyecto de Cristina Fernández de Kirchner

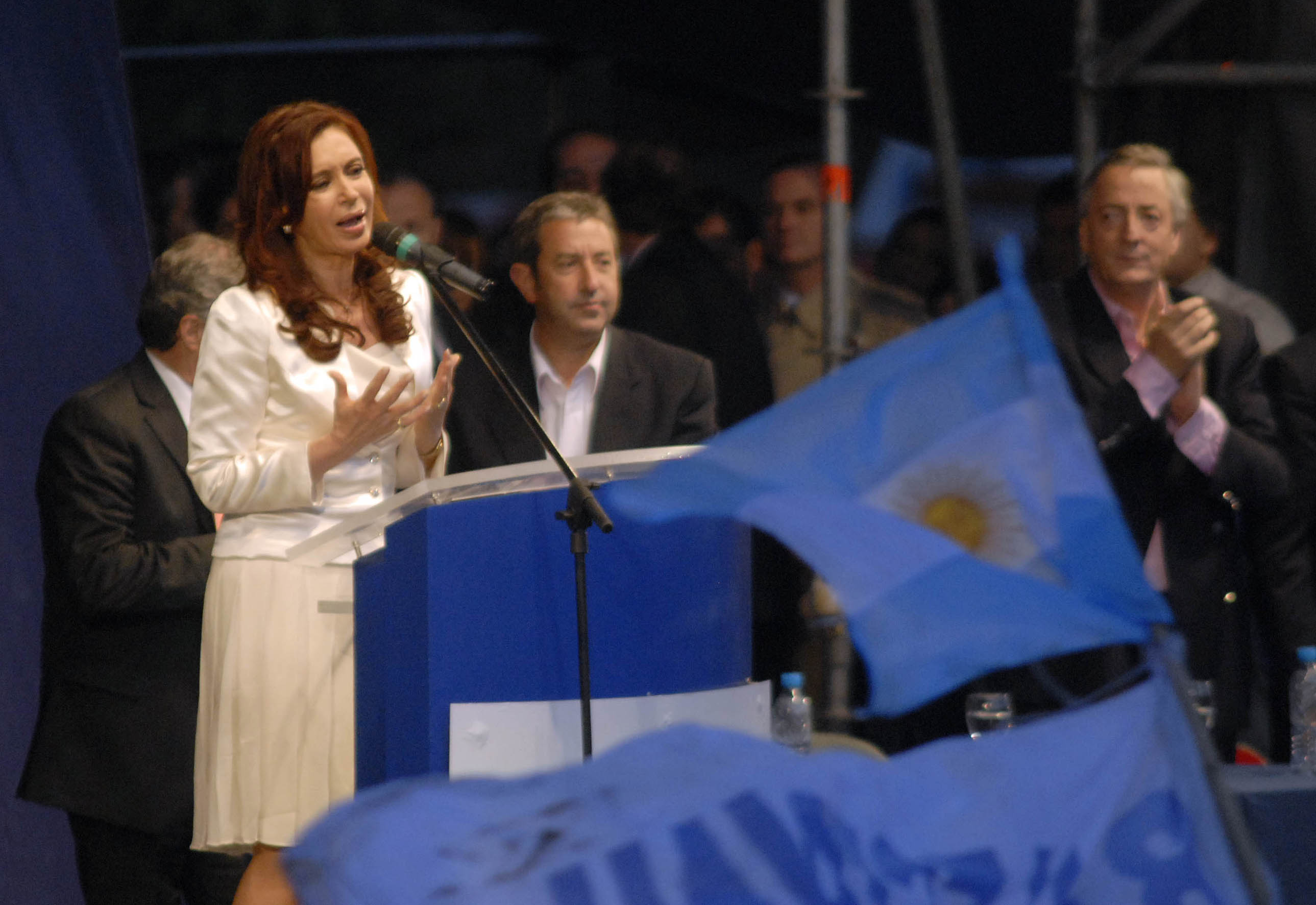
Cristina Fernández de Kirchner junto a Julio Cobos en la campaña electoral de 2007. La sanción de una nueva ley de radiodifusión fue uno de los puntos que figuraban en la plataforma electoral presentada por esta fórmula.

La sanción de una nueva ley de radiodifusión fue uno de los puntos que figuraban en la plataforma electoral presentada por el Frente para la Victoria para las elecciones presidenciales de 2007, en las que la fórmula de esta fuerza (Cristina Fernández de Kirchner - Julio Cobos) ganó los comicios con el 45,29% de los votos.
El 1 de marzo de 2009, en su mensaje ante la Asamblea Legislativa durante el acto de apertura del 127° período ordinario de sesiones del Congreso de la Nación, la primera mandataria anunció que enviaría durante ese año legislativo el proyecto para reemplazar la Ley de Radiodifusión:

Enviaremos al Congreso todos aquellos instrumentos que las épocas y los tiempos exijan. Algunas viejas deudas también de la democracia argentina, como la reforma de la Ley de Radiodifusión, el cambio definitivo de eso, vieja deuda de la democracia.

El 18 de marzo, en un acto que se desarrolló en el Teatro Argentino de La Plata, la presidenta presentó ante la sociedad el proyecto de Ley de Servicios de Comunicación Audiovisual.
En su discurso, Cristina Fernández dijo:

Si ustedes me dijeran qué espero como resultado de esta ley, diría que es que cada uno aprenda a pensar por sí mismo y decida pensar, no como le marcan desde una radio, desde un canal, sino que, precisamente, pueda acceder a toda la información, a todas las voces, a todas las creencias religiosas, a todas las creencias políticas para que, entonces, ese ciudadano pueda decidir a qué dios le quiere rezar, a qué partido puede ingresar, quién es el que no le gusta, quién es la que le gusta; en definitiva, yo creo que solamente podemos formar ciudadanos libres si esos ciudadanos tienen la posibilidad de formar su propio pensamiento.

### Contenido del proyecto
El proyecto establece que las frecuencias de radio y televisión son un bien público y que deben ser entregadas a quienes pretendan utilizarlas, mediante concurso público por plazos de 10 años, prorrogables por otros 10. Las frecuencias se dividen en partes iguales entre tres tipos de medios de comunicación:
- Medios comunitarios (organizaciones sin fines de lucro)
- Empresas privadas con fines de lucro
- Medios públicos (estado nacional, provincias, municipios y universidades públicas)

El proyecto propone los siguientes puntos:
- Limitaciones para impedir la concentración monopólica y oligopólica de medios, poniendo un tope de 10 licencias (el vigente es 24).
- Obligación a los propietarios y directivos de medios a respetar la libertad de expresión y el pluralismo.
- Garantías para los usuarios y normas especiales de protección y fomento de medios de comunicación bajo dirección de los pueblos originarios;
- Tarifa social básica para la televisión por cable:
- Regulación de la formación de redes de medios;
- Producción de contenidos locales y provinciales –actualmente, la mayoría de las producciones audiovisuales del país se producen en Buenos Aires–.
- Emisión mínima de un 70% de producción nacional, 30% de música nacional y un 50% de música grabada por productoras independientes.
- Regulaciones para la extensión y forma en que debe difundirse la propaganda comercial (límites de tiempo y obligación de tanda).
- Cada canal de televisión deberá estrenar un mínimo de seis películas nacionales por año.

Además, crea la Autoridad Federal de Servicios de Comunicación Audiovisual (AFSCA) como autoridad de aplicación, para reemplazar al COMFER y que se organizará como organismo autárquico dentro del ámbito del Poder Ejecutivo Nacional. La AFSCA tendrá también un Consejo Federal de Comunicación Audiovisual, de carácter consultivo, integrado por las provincias y organizaciones sociales. La AFSCA será controlada por una Comisión Parlamentaria Bicameral. Se crea también al Defensor del Público y varios registros públicos con el fin de trasparentar la información (Accionistas, Licencias y autorizaciones, Señales y productoras, Agencias de publicidad y productoras publicitarias).
Originalmente, el proyecto habilitaba a las empresas telefónicas brindar servicio de televisión por cable, pero luego fue descartado tras fuertes críticas de la oposición. Tras esta decisión, la centroizquierda dio el visto bueno al proyecto.

### Foros
El 23 de marzo de 2009, se llevó a cabo una conferencia de prensa en la Casa Rosada. De la misma participaron el titular del COMFER, Gabriel Mariotto y el secretario de Medios, Enrique Albistur; además de los dirigentes sindicales Julio Piumato (CGT) y Tito Nenna (CTA); Manuel Baladrón, presidente de la Comisión de Comunicación de la Cámara de Diputados; Fabián Diesire, decano de la Facultad de Ciencias Políticas de la Universidad de Rosario y presidente de la Red de Carreras de Comunicación; y Alejandro Verano, decano de la carrera de Periodismo y Comunicación de la Universidad de La Plata.
Todos ellos se manifestaron a favor del proyecto.
Albistur denunció que ciertos medios de comunicación no estaban informando sobre el proyecto de ley de comunicación audiovisual y manifestó que dicha ley serviría «para que hablemos todos, de eso se trata, de que no haya temas prohibidos», tras lo que anunció la creación de foros de discusión en todo el país.
Los foros de discusión y debate del proyecto se desarrollaron en las provincias del Chaco (Resistencia), Misiones (Posadas), Entre Ríos (Paraná), Córdoba (Córdoba), Salta (Salta), Buenos Aires (La Plata, Mar del Plata, Lomas de Zamora y Olavarría), Santa Fe (Rosario), Mendoza (Mendoza), San Juan (San Juan), La Pampa (Santa Rosa), Río Negro (Viedma y Bariloche), Neuquén (Neuquén), La Rioja (La Rioja), Catamarca (San Fernando del Valle de Catamarca), Tucumán (San Miguel de Tucumán), Corrientes (Corrientes), Jujuy (San Salvador de Jujuy) y la Ciudad Autónoma de Buenos Aires.
Estos foros fueron criticados por miembros de la oposición, como la presidenta de la comisión de Libertad de Expresión de la Cámara de Diputados, Silvana Giudici (UCR), quien sostuvo que eran parte de una «maniobra electoralista para asegurarse un discurso razonable ante las elecciones que se avecinan», que era «extorsionar a los medios de prensa» y reclamó que el debate del proyecto se «haga en el lugar que corresponde», en referencia al Congreso.

### Envío del proyecto al Congreso

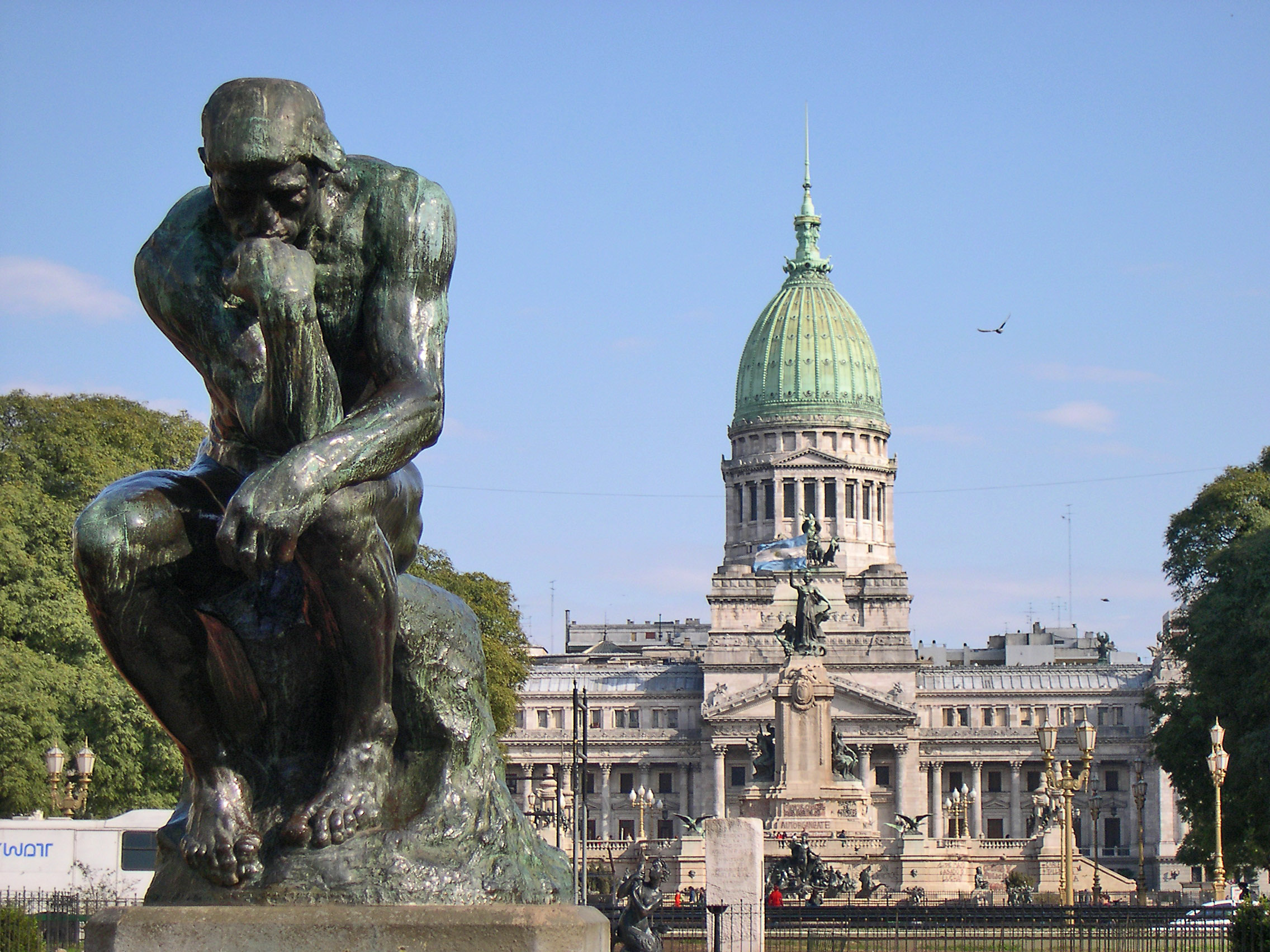
El Congreso de la Nación Argentina visto desde la Plaza del Congreso, con la estatua El Pensador de Rodin en primer plano.

El proyecto de «Ley de Servicios de Comunicación Audiovisual» fue enviado a la Cámara de Diputados el día 27 de agosto de 2009, tras los 24 foros y 80 charlas de discusión en todo el país, que junto con cartas y correos electrónicos generaron más de 15 mil opiniones, comentarios y sugerencias sobre el texto y derivaron en aproximadamente cincuenta modificaciones –aunque ninguna medular– al anteproyecto original.
La presidenta sostuvo al comunicar el envío del proyecto:

Este proyecto no es de este gobierno, no es de un partido político, es de la sociedad, es también en nombre de los periodistas detenidos-desaparecidos durante la dictadura, que con su vida dieron testimonio de los que es el verdadero ejercicio de la libertad de expresión.

### Críticas al momento, las formas y el contexto en que se lanzó el proyecto

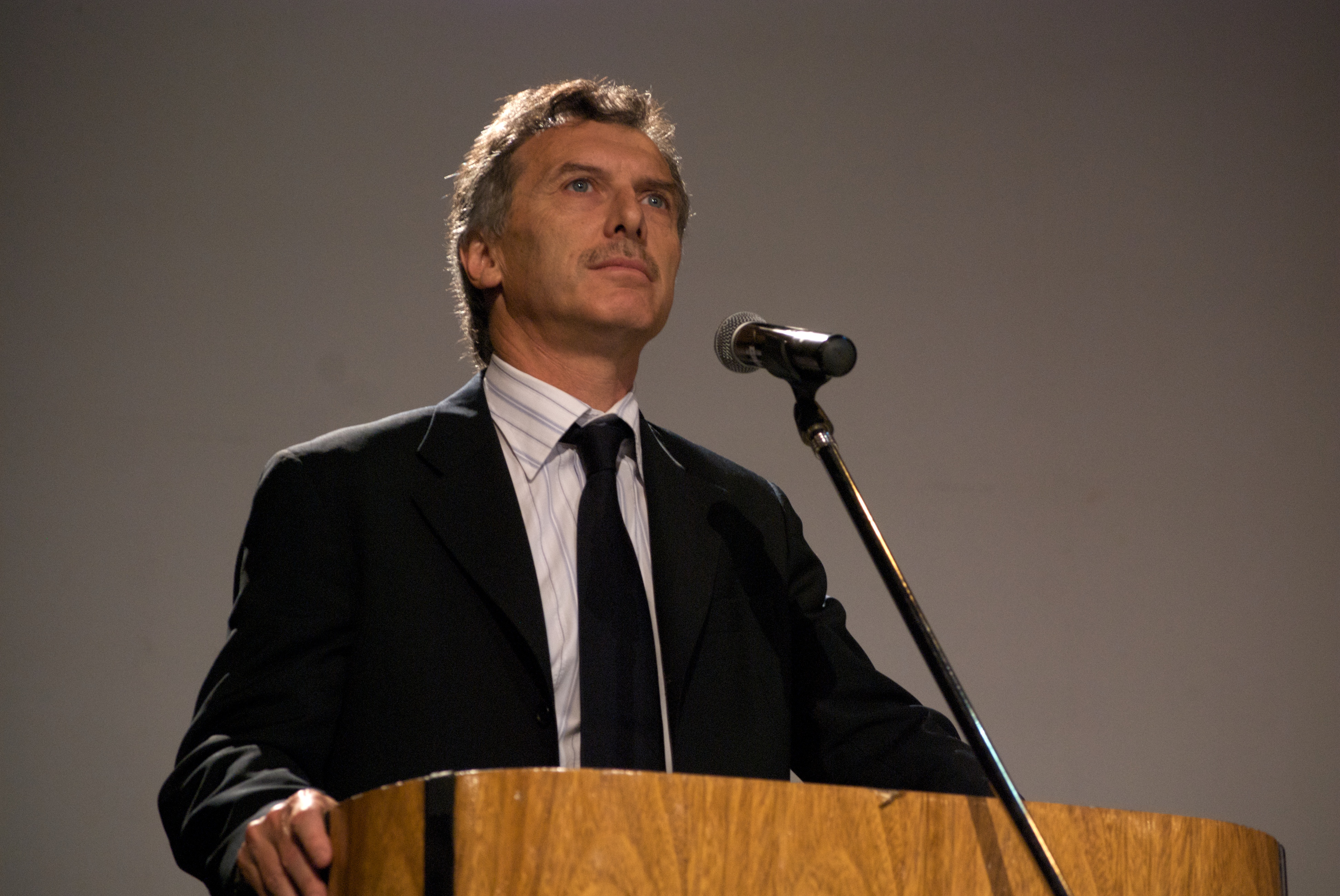
Mauricio Macri, líder del PRO y jefe de Gobierno de la ciudad de Buenos Aires, sostuvo en marzo de 2009 que el entonces anteproyecto presentado por el gobierno era una «chicana en un momento electoral» y que no era el momento para debatir el tema.
Pasadas las elecciones legislativas del 28 de junio, manifestó en agosto que el proyecto no debía tratarse porque la composición del Congreso luego del proceso electoral ya no era «legítima».

Desde el momento en que fue anunciado el envío del proyecto de Ley de Servicios de Comunicación Audiovisual, varios sectores de la oposición, como la Unión Cívica Radical, la Coalición Cívica, el PRO y el llamado peronismo disidente, reclamaron que se pospusiera el tratamiento del proyecto hasta después del 10 de diciembre, para que fuese discutido por la composición del Congreso que reemplazaría a parte de los legisladores (quienes terminaban su mandato en esa fecha) por los diputados y senadores elegidos en las elecciones legislativas del 28 de junio.
Mauricio Macri dijo que la composición del Congreso, con una mayoría oficialista que dejaría de existir luego de la asunción de los nuevos legisladores, era «legal pero no legítima». Ante este pedido, Agustín Rossi, jefe del bloque oficialista en Diputados, acusó a la oposición de no querer tratar la ley.
La diputada del Frente para la Victoria Patricia Vaca Narvaja se expresó sobre este tema en los siguientes términos:

Al debate de la ley de radiodifusión se lo debe abordar con responsabilidad y con seriedad, no con planteos hipócritas que lo único que buscan es obstaculizar el tratamiento legislativo de la iniciativa. Esta es la actitud que han asumido algunos voceros de la oposición: tratan por todos los medios de evitar el debate de este proyecto de ley e intentan descalificar la propuesta que envió el Gobierno. Parece que se sienten más cómodos, mejor expresados, por la legislación que hemos heredado de la pasada dictadura.

### Críticas al texto del proyecto
Muchas de las críticas al texto del proyecto provienen de organizaciones de la sociedad civil que entienden que algunos de sus aspectos deben ser modificados para cumplir con estándares internacionales y garantizar la libertad de expresión. Por ejemplo, la Asociación por los Derechos Civiles cuestionó que la autoridad de aplicación tenga mayoría de miembros designados por el gobierno y sin control parlamentario sobre esas designaciones. Asimismo, hizo un cuestionamiento similar a los directorios de los medios públicos. Además, la ADC cuestionó que la ley no incluya ningún tipo de regulación sobre subsidios o distribución de publicidad oficial (estatal) entre los distintos medios.

## Cámara de Diputados de la Nación

### Tratamiento en comisiones
El 3 de septiembre de 2009 se reunieron en plenario las comisiones de Comunicación, Presupuesto y Libertad de Expresión, con la presencia del titular del COMFER, Gabriel Mariotto, que asistió para exponer su opinión sobre el proyecto, responder las inquietudes de los diputados presentes y analizar pedidos de modificaciones. En el plenario se resolvió por 34 votos a 24 convocar a audiencias públicas en la Cámara de Diputados. Esta decisión contó con la objeción de gran parte de la oposición, que a través de la presidenta de la Comisión de Libertad de Expresión, Silvana Giudici, propuso prolongar el debate por dos meses para discutir el proyecto en siete regiones del interior del país, lo que fue tildado por el oficialismo como un intento de «entorpecer el debate» y de «no querer tratar la ley».
Al día siguiente, el presidente de la Cámara de Diputados, Eduardo Fellner, convocó a las audiencias para el día martes 8 de septiembre.

### Audiencias públicas en la Cámara de Diputados

#### Primera audiencia
La primera audiencia pública se llevó a cabo el 8 de septiembre de 2009. Se desarrolló entre las 09.30 y las 19.30, con una modalidad de exposición en la que cada orador contaba con diez minutos para expresarse.
Entre quienes dieron su opinión a favor de la iniciativa gubernamental estuvieron Néstor Busso, representante de la Federación Argentina de Radios Comunitarias (Farco) y referente de la Coalición por una Radiodifusión Democrática, el periodista Gustavo Granero, en representación de Federación de Trabajadores de Prensa (Fatpren), el productor de cine Pablo Rovito (Fapca), quien pidió que se fijara una cuota mínima de producción de ficción, Adrián Ciafa, del Sindicato de la Industria Cinematográfica Argentina (SICA), Javier González, director de FM La Boca y representante de ARBIA (Asociación de Radiodifusores Bonaerenses), y Susana Velleggia, de la Fundación Nueva Mirada.
Por su parte, Eleonora Rabinovich, de la Asociación por los Derechos Civiles (ADC) reclamó que la autoridad de aplicación no dependiese del Poder Ejecutivo y el neuquino Héctor Huarte, de la Federación de Radiodifusores de Baja Potencia, pidió que se hicieran debates en el interior del país. Luis María Castro, representante de la Cámara Argentina de Anunciantes, protestó por la «discriminación» que sufriría el sector debido al fomento a la televisación nacional ya que «afecta nuestros derechos de contratación» y solicitó a su vez una ley que regule la publicidad oficial y una de acceso a la información pública. Dijo también que es insólito «que se pueda importar un auto y no la pieza comercial que lo acompaña».
La Federación Internacional de Periodistas (FIP) apoyó la Ley de Servicios de Comunicación Audiovisual.
El vicepresidente de la organización, Osvaldo Urriolabeitia, manifestó que era lógico que los medios masivos no difundieran el apoyo de la FIP «cuando hay tantos intereses en juego y cada uno se ocupa en llevar agua para su molino» y concluyó:

Cuando la comunicación está en pocas manos es peligroso. Creo que todos sabemos, por más que algunos no lo digan porque los perjudica, que cuando la información depende de un conglomerado, sea el que sea, no es beneficioso para el país.

El gremialista Hugo Yasky, secretario general de la Central de los Trabajadores Argentinos (CTA), leyó un documento aprobado por unanimidad en la central sindical, en el que se reclamaba tratar urgentemente del proyecto de ley por considerarlo «un mandato histórico». Calificó al proyecto de «perfectible», pidió que se aumentaran las restricciones a la entrada de las telefónicas en los medios de comunicación audiovisual y pidió impulsar otras dos leyes complementarias: una de acceso a la información pública y otra que despenalice el delito de calumnias e injurias. Finalizó su exposición diciendo:

Dilatar esta discusión, desconociendo el proceso de debate que lleva 26 años, sería un retroceso de la democracia.

De los 44 expositores que se habían anotado para expresarse, hubo algunos ausentes. De los presentes, la gran mayoría apoyó el proyecto, entre ellos representantes de pequeños medios, universitarios, comunidades aborígenes y asociaciones comunitarias.
A pesar de que la Asociación de Entidades Periodísticas Argentinas (ADEPA) y la Asociación Argentina de Televisión por Cable (ATVC) se habían anotado para participar, finalmente se excusaron a último momento.
Con intención de restarle legitimidad al cronograma de debates del oficialismo, solo hubo una mínima presencia de diputados opositores.
Entre los opositores que se hicieron presentes figuraron Gustavo Cusinato (Unión Cívica Radical), Juan Carlos Morán y Elsa Quiroz (Coalición Cívica), Federico Pinedo (PRO) y Norma Morandini (independiente).

#### Segunda audiencia
La segunda audiencia pública fue realizada el 9 de septiembre. Al igual que en el día anterior, la mayoría de los expositores se declaró a favor del proyecto.
Sin embargo, dos entidades que agrupan a las principales empresas periodísticas del país, la Asociación de Entidades Periodísticas Argentinas (ADEPA) y la Asociación de Radiodifusoras Privadas Argentinas (ARPA) se manifestaron enérgicamente en contra del proyecto oficialista.
Luis Tarsitano, de ADEPA, opinó que el proyecto «no respeta los derechos y las inversiones de los licenciatarios legales» y manifestó que «la libertad de expresión de los titulares de licencias tiene como base la libertad editorial y la libertad de programación: las injerencias estatales en este punto siempre son riesgosas y entrañan el peligro de un exceso de intervencionismo».
Dijo también que «para ADEPA, el proyecto plantea riesgos para el pleno ejercicio de la libertad de expresión de los medios y la libertad de elección de los ciudadanos» y sostuvo a su vez que «la intención de incorporar nuevas voces aparece asociada a debilitar o silenciar las existentes».
Por su parte, Carlos Molina, de ARPA, afirmó que el proyecto propuesto por el gobierno va «contra la libertad de expresión, de libre asociación y la propiedad privada».
Manifestó, a su vez, su pensamiento respecto al rol del Estado en el asunto en cuestión:

El Estado no tiene derecho a la libre expresión, tal derecho corresponde a los ciudadanos. Al Estado sólo le cabe la obligación de hacer públicos sus actos y para ello no necesita de normas que le permitan el uso ilimitado del espectro radioeléctrico.

Sostuvo también que el proyecto instaura mecanismos de censura previa, restringe la libertad de expresión al imponer contenidos y horarios obligatorios y desconoce los derechos adquiridos de los titulares actuales de licencias de radio y televisión, provocando con ello serios perjuicios patrimoniales.
El decano de Ciencias Políticas de la Universidad de Rosario y presidente de la Red de Carreras de Comunicación Social de todo el país, Fabián Biccire, respaldó el proyecto oficial. La Federación Pampeana de Cooperativas (FEPAMCO) defendió la incorporación, hasta ahora vedada, de las cooperativas de servicio del interior del país en el sector de las comunicaciones. Horacio Arreceygor, del Sindicato Argentino de Televisión, manifestó su apoyo a la iniciativa del gobierno aunque criticó el ingreso de las compañías telefónicas al mercado de las comunicaciones audiovisuales.
El director de cine Juan José Campanella, quien dijo hablar en nombre «de la industria y no de un grupo perdidoso y limosnero», solicitó emparejar las condiciones de competencia con el «gran mercader Hollywood», ya que las producciones de dicho origen representan el 65 por ciento de lo que se proyecta en las salas de cine argentinas, el 85 de la televisión abierta y el 90 por ciento en la televisión por cable. Por ello, pidió que se solucionase el «error involuntario» del artículo que fomenta el cine nacional a excepción de las películas que reciben subsidios del Instituto Nacional de Cine y Artes Audiovisuales (INCAA), a pesar de que los filmes subsidiados representan la amplia mayoría de las producciones cinematográficas argentinas.
El cierre de la audiencia lo llevó a cabo el premio Nobel de la Paz de 1980, Adolfo Pérez Esquivel, quien expresó su apoyo tanto al debate como al proyecto de ley, aunque propuso cambios en la autoridad de aplicación.
Dijo, asimismo, que «los monopolios generan una conciencia perversa» en la sociedad y que «eso no es libertad de prensa, eso es dominación».

#### Tercera audiencia
La tercera audiencia pública se realizó el 10 de septiembre. Como había sucedido en las dos jornadas anteriores, la mayoría de los oradores expresó su apoyo al proyecto oficial y pocos diputados de la oposición se hicieron presentes en el auditorio, con el propósito de deslegitimar las audiencias.
El arzobispo Agustín Radrizzani, presidente de la Comisión Episcopal de Comunicación Social, quien pidió que el debate sobre la Ley de Medios se dé en «un marco de racionalidad», manifestó:

Creemos que es tan importante cuidar que la economía no maneje la política de las comunicaciones, como cuidar que la política no busque intereses ideológicos ni económicos de la utilización de los medios.

Radrizzani acudió a la audiencia junto al vocero episcopal, Jorge Oesterheld, quien a su vez había dicho: «La ley, tal como fue presentada, parece un paso adelante para que los pobres, los sin voz, sean contemplados».
Federico Schuster, decano de la Facultad de Ciencias Sociales de la Universidad de Buenos Aires (UBA), calificó al proyecto como «democrático» y «abierto» y dijo que de no transformarse en ley, sería «una nueva decepción a este tema tan caro para quienes nos dedicamos a las ciencias sociales». En consonancia, Schuster y Carlos Sorín, decano de la Facultad de Arquitectura de la misma universidad, pidieron que se eliminen las posiciones dominantes existentes y se garantice que las mismas no serán ocupadas por nuevas corporaciones.
Expresaron también su apoyo al proyecto de Ley de Servicios de Comunicación Audiovisual, José Pérez Nella, de la Sociedad Argentina de Locutores (SAL), Miguel Paniagua, del Sindicato Único de Trabajadores del Espectáculo Público (Sutep) y la «Comisión Nicolás Casullo de Medios Audiovisuales» del Espacio Carta Abierta.
Quienes rechazaron la iniciativa fueron el abogado constitucionalista Daniel Sabsay, quien dijo que en el proyecto existe «confusión entre lo público y lo estatal» y que el mismo «viola el sistema federal» y Walter Burzaco, de la Asociación Argentina de Televisión por Cable (ATVC), quien sostuvo:

Siempre tuvimos la disposición de debatir, pero tenemos una postura opuesta a que el cable sea desmantelado por dos empresas telefónicas extranjeras y cooperativas. (...) Uno de los puntos que más nos inquieta tiene que ver con la entrada de las telefónicas. Permitir su ingreso es perjudicar a las empresas pymes del país, para que se queden en poco tiempo con todo el mercado. (...) Con este proyecto de ley se pone en juego la libertad de expresión porque las señales que producen los cables ahora necesitarán autorización gubernamental y serán contadas en el tope de las licencias.

#### Cuarta audiencia
La cuarta y última audiencia pública se desarrolló el 11 de septiembre y en la misma expusieron sus opiniones sobre el proyecto un total de 62 oradores. Con respecto a las anteriores audiencias, hubo una mayor cantidad de voces críticas hacia la iniciativa gubernamental.
Rubén Corda, gerente general de Radio Mitre (del Grupo Clarín) sostuvo que «para las radios de la Ciudad de Buenos Aires se podrían llegar a sumar 9 frecuencias más en un dial que ya está saturado», afirmó que «no se define quién tendrá alta potencia y quién baja potencia» y preguntó «¿pasan a baja potencia las privadas? El proyecto nada dice sobre esto».
Federico Montero, de la Confederación Nacional de Docentes Universitarios (CONADU), opinó que el proyecto de ley «supone una profundización de la democracia» y aunque calificó al texto de «perfectible», dijo que es «infinitamente superior» al de la ley vigente.
Pedro Mouratian, vicepresidente del Instituto Nacional contra la Discriminación, la Xenofobia y el Racismo (INADI) pidió que no se politizara el debate desde el punto de vista partidario y afirmó que el proyecto de ley «no se hace en contra de nadie».
El gerente de Asuntos Jurídicos de Artear, del Grupo Clarín, manifestó que el proyecto oficial «crea una burocracia de la comunicación y no está a la altura de los tiempos de la TV digital» y agregó que habrá una «limitación de contenidos audiovisuales; es como si se intentara regular qué escriben los diarios y las revistas».
Por su parte, el periodista Víctor Hugo Morales, en una de las exposiciones más aplaudidas, defendió el proyecto y preguntó en su intervención: «¿A qué se oponen los que se oponen y al servicio de quién se oponen?».
Criticó al Grupo Clarín al indicar:

Por aquí han pasado ADEPA, ATA y no sé cuántas instituciones más, y para mí, con todo respeto, bien mandados por el poder que ejerce sobre ellos el grupo más cuestionado cuando se trata de hablar de esta ley. Porque ellos saben perfectamente que para comprar publicidad, en ciertos medios, en el poderoso, si uno quiere poner un aviso también en otros medios, debe pagar 600 pesos, para dar un ejemplo. Pero si pone solamente en ese medio, es decir, si se castiga a los demás medios no dándoles ningún tipo de publicidad, se paga 200 pesos. De esa manera, les importa el poder que acumulan y el poder que destruyen, es decir, las posibilidades económicas que destruyen en los demás.

Sobre las posibles incidencias que los gobiernos de turno pudieran tener en la autoridad de aplicación de la norma, el periodista sostuvo que los gobiernos cambian pero que el pueblo no puede cambiar a los poderes económicos.
Sostuvo, a su vez, que hay grupos hegemónicos que le han hecho mucho daño a la libertad de prensa y que conoce bien a quienes usan la libertad de prensa para «lanzarse en todos los negocios». Agregó que los periodistas saben investigar «la corrupción de los gobiernos, de este y otros gobiernos, y los que vendrán» pero no «los rasgos de corrupción de empresas privadas. Lo perdemos de vista porque hay una gran complicidad».
El periodista uruguayo cerró su intervención citando un titular de la revista satírica Barcelona: «La prensa libre ante el desafío de la mordaza política: por qué el periodismo independiente debe defender su derecho inalienable a voltear gobiernos, impulsar lobbies empresariales, operar, crear imperios monopólicos y apropiarse de hijos de desaparecidos».

### Audiencias públicas organizadas por la oposición

#### Audiencia de Mendoza
El 14 de septiembre se llevó a cabo, en la ciudad de Mendoza, un debate sobre el proyecto de ley de Servicios de Comunicación Audiovisual. Fue organizado por la oposición y la Cámara de Diputados de la provincia de Mendoza.
Más del 80% de los expositores se declaró a favor del proyecto de ley enviado por el Ejecutivo.
Entre los asistentes, hubo una gran mayoría de agrupaciones universitarias y vecinalistas, más diputados de la oposición y empresarios de medios.
Arturo Guardiola, director del diario Los Andes (periódico perteneciente en un 80% al Grupo Clarín) habló en representación de la Asociación de Entidades Periodísticas Argentinas (ADEPA). Pidió que el debate asegurarara «la presencia equilibrada» de los distintos sectores involucrados, y que se aspirara a un «amplio consenso político y social».
Daniel Vila, dueño del multimedios UNO Medios y de la empresa de cable Supercanal, sostuvo que en caso de aprobarse la ley «las pequeñas empresas de televisión por cable van a desaparecer». Mientras que Walter Burzaco, presidente de ATVC –que agrupa a empresas de cable–, manifestó que «habrá riesgos para más de 700 empresas, su mayoría pymes que dan servicio y voz a más de 1500 localidades del interior».
Entre las opiniones a favor del proyecto, destacó la de Angélica Escayola (Polo Social), quien aseguró que «se equivocaron en Buenos Aires al elegir a Mendoza para hacer este foro» porque en Mendoza «la mayoría está a favor de una nueva ley».
El académico Roberto Follari dijo, a su vez, que «el ataque al proyecto constituye un ataque a la inteligencia del país».

### Reformas al proyecto enviado originalmente

#### Eliminación de las telefónicas en los servicios de cable
El 14 de septiembre, la presidenta Cristina Fernández de Kirchner brindó una conferencia de prensa en la que anunció la eliminación de la autorización que se daba a las grandes compañías telefónicas para entrar al negocio de los medios audiovisuales, que era uno de los puntos más cuestionados del proyecto de ley enviado al Congreso por el Poder Ejecutivo.
La primera mandataria argumentó su decisión diciendo que buscaba «desterrar cualquier duda sincera de algunos y las excusas que le pueden haber servido a otros para no tratar la ley». Manifestó también que lo hacía porque creía necesario «eliminar este escollo para lograr un consenso amplio y hacer honor a miles de hombres y mujeres de organizaciones sociales y periodistas para tener una nueva ley de medios de la democracia».
Tras el anuncio, diversos sectores políticos dieron su opinión al respecto. Nélida Belous (Proyecto Progresista de Tierra del Fuego) y Carlos Raimundi (Solidaridad e Igualdad) dijeron que coincidían en general con el proyecto oficial y que se había eliminado uno de los obstáculos más fuertes.
Martín Sabbatella, de Nuevo Encuentro, dijo que la restricción a las telefónicas «avala lo que venimos pidiendo» y solicitó que también se modificara la composición de la autoridad de aplicación de la ley. Destacó, a su vez, que «hay voluntad de corregir los puntos débiles del proyecto». El líder de Proyecto Sur, Pino Solanas, saludó que «Cristina haya rectificado uno de los grandes errores que cometía el anteproyecto», pero señaló que la autoridad de aplicación debía ser «autónoma, federal y pública».
Cecilia Merchán y Victoria Donda (Encuentro Popular y Social) dijeron:

Es muy importante que hayamos podido sumar estas propuestas al proyecto de ley de medios. (...) Quedará claro que quienes voten en contra o sigan con su plan de posponer el debate, pese a las modificaciones que aceptó el Ejecutivo, buscan mantener la concentración mediática en nuestro país.

Gustavo Cusinato, diputado de la UCR y vicepresidente de la Comisión de Comunicaciones de la Cámara de Diputados, dijo:

El anuncio de la Presidenta para modificar la ley de medios no es nada más ni nada menos que una muestra de debilidad del Gobierno y que demuestra que la posibilidad de participación de empresas telefónicas en el negocio de la televisión era inviable.

Gerardo Morales, presidente de la Unión Cívica Radical, relativizó el anuncio de la presidenta al plantear:

Esta es una señal para juntar votos, más que para democratizar el sistema de medios. La presidenta esquiva el debate ideológico. La libertad de expresión no puede quedar en manos del poder político o económico. Por lo tanto, con la modificación propuesta por la presidenta de dejar afuera del negocio de las telecomunicaciones a las empresas telefónicas sólo se resolvería parcialmente la transferencia de la posición dominante de unos actores económicos a otros.

Francisco De Narváez, de Unión PRO, expresó asimismo que:

La esencia del proyecto oficialista es condicionar a los medios de comunicación y eso sigue intacto. La prohibición del ingreso de las telefónicas no resuelve lo esencial que es el control de los medios de comunicación y su condicionamiento sobre la opinión publica.

#### Modificaciones presentadas en el plenario de las tres comisiones intervinientes
El 15 de septiembre se desarrolló un plenario de las comisiones de Comunicaciones, Presupuesto y Libertad de Expresión, en el que el oficialismo dio a conocer más de doscientas modificaciones al texto del proyecto de ley enviado por el Poder Ejecutivo el 27 de agosto.
Se hicieron cambios en 101 de los 157 artículos del proyecto original, siendo algunos de fondo y otros de forma. Tras las modificaciones, el proyecto pasó de 157 a 166 artículos.
Entre las modificaciones más relevantes destacó la que aumentó de cinco a siete los integrantes de la autoridad de aplicación de la ley. Mientras en el proyecto original la Autoridad Federal de Servicios de Comunicación Audiovisual estaba compuesta por tres representantes del Poder Ejecutivo y dos del Legislativo (uno por la segunda minoría y otro por la tercera), en el texto modificado la autoridad pasó a tener dos representantes del Ejecutivo, tres del Congreso (uno por la primera minoría, uno por la segunda minoría y uno por la tercera) y dos elegidos por el Consejo Federal, de los cuales uno tendría que ser un académico de una universidad nacional.
El organismo pasó de la Secretaría de Medios a la órbita de la Jefatura de Gabinete.
Se modificó la redacción del artículo 40 del proyecto original, que en virtud de las nuevas tecnologías establecía una «revisión bianual» (sic) de las reglas sobre el límite de licencias que se pueden acumular (artículos 38 y 39), «preservando los derechos de los titulares».
Según algunos sectores de la oposición significaba un «arbitrario» análisis de las licencias cada dos años
y por ello, se explicitó más claramente en el nuevo texto que no se alterarían los derechos de la titularidad de las licencias y se estableció que la autoridad de aplicación deba proponer una revisión al Congreso.
El artículo 40 del proyecto enviado por el Poder Ejecutivo decía:

La Autoridad de Aplicación deberá, en forma bianual (sic) y en virtud de la aplicación de nuevas tecnologías, revisar las reglas establecidas en los artículos 38 y 39 con el objeto de resguardar la competencia, el interés público, y promover el pluralismo y el desempeño de los prestadores de la actividad, preservando los derechos de los titulares de licencias o autorizaciones al momento de la revisión. La aprobación de las nuevas reglas deberá ser previamente ratificada por la Comisión Bicameral creada por esta ley.

El texto del artículo en el proyecto finalmente aprobado por la Cámara de Diputados, que pasó a ser el artículo 47, es el siguiente:

Adecuación por incorporación de nuevas tecnologías. Preservando los derechos de los titulares de licencias o autorizaciones, la autoridad de aplicación deberá elevar un informe al Poder Ejecutivo nacional y a la Comisión Bicameral, en forma bianual (sic), analizando la
adecuación de las reglas sobre multiplicidad de licencias y no concurrencia con el objeto de optimizar el uso del espectro por la aplicación de nuevas tecnologías

También se plasmó en el texto del proyecto lo que había anunciado en conferencia de prensa la presidenta Fernández de Kirchner con respecto a no permitir el ingreso de las compañías telefónicas a los medios de comunicación audiovisual, salvo a las licenciatarias de servicios públicos sin fines de lucro (cooperativas), lo que fue celebrado por estas últimas.
Por pedido del diputado Claudio Lozano, en el artículo siete del texto modificado se declaró al espacio radioeléctrico como un «bien público».
Esta y muchas de las otras modificaciones realizadas fueron propuestas del Partido Socialista, Solidaridad e Igualdad, Encuentro Social y Popular y Proyecto Sur.

### Debate en la Cámara de Diputados
El 16 de septiembre de 2009 se desarrolló una sesión especial de la Cámara de Diputados para tratar los cinco dictámenes (uno por la mayoría y cuatro por la minoría) que surgieron del plenario de las comisiones de Comunicaciones e Informática, de Presupuesto y Hacienda, y de Libertad de Expresión.
Los bloques de la Unión Cívica Radical, la Coalición Cívica, Propuesta Republicana (macrismo) y del peronismo disidente (duhaldismo, felipismo, De Narváez etc.), expresaron objeciones reglamentarias y luego abandonaron la sesión. Finalmente, tras 14 horas de debate, a la 1:20 de la mañana del 17 de septiembre, el proyecto fue aprobado en general por 147 votos a favor, 4 en contra y 1 abstención.
Los votos positivos provinieron del bloque oficialista Frente para la Victoria-Partido Justicialista, y varios bloques opositores como el Partido Socialista, Encuentro Popular y Social (sabatellismo), Solidaridad e Igualdad (SI), Partido Nuevo Contra la Corrupción (juecismo), el interbloque Partido de la Concertación/FORJA, el Frente Cívico por Santiago y Proyecto Sur, entre otros.
Los cuatro votos negativos provinieron del bloque del Movimiento Popular Neuquino (3) y un voto en disidencia con su partido de una diputada socialista. Hubo una abstención por parte del diputado de Diálogo por Buenos Aires (Miguel Bonasso).

### Repercusiones tras la media sanción
Tras la aprobación del proyecto de Ley de Servicios de Comunicación Audiovisual en la Cámara de Diputados, diferentes actores sociales y políticos manifestaron su opinión al respecto.

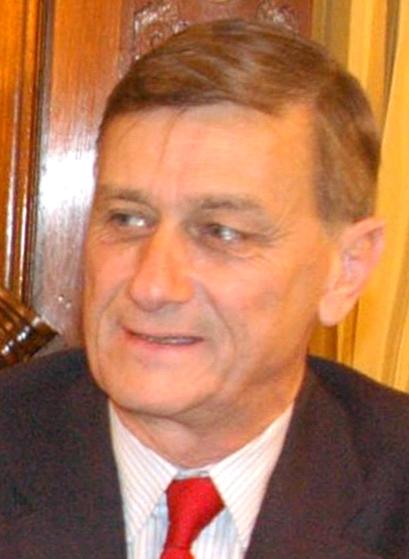
El socialista Hermes Binner, gobernador de Santa Fe, defendió el voto del bloque de su partido en la Cámara de Diputados.

Hermes Binner, gobernador de la provincia de Santa Fe y primer gobernador socialista de una provincia argentina, defendió la posición favorable al proyecto oficial que tuvo el bloque de su partido. Sostuvo, al igual que la jefa del bloque socialista en Diputados, Silvia Augsburger, que los socialistas venían planteando lo mismo desde 1989:

Nosotros somos absolutamente respetuosos de nuestra historia, de nuestra trayectoria, como lo fuimos con el debate sobre las AFJP. Si revisan la participación de Estévez Boero en la Legislatura nacional, en el año ’89 planteaba exactamente lo mismo. No cambiamos nuestras formas de ver la realidad circunstancialmente por los cambios de gobierno.

El intendente de Rosario, Miguel Lifschitz, sostuvo:

Tenemos una posición histórica en este tema. Hace más de veinte años que planteamos la necesidad de modificar esta ley de la dictadura. (...) En principio no coincidimos con el proyecto del Gobierno. Algunos puntos eran muy objetables, en particular el tema de las telefónicas, e hicimos observaciones pensando que no se los iba a modificar. Pero los modificaron casi en su totalidad.

Durante su gira por los Estados Unidos por motivo de la cumbre del G-20, la presidenta Fernández de Kirchner disertó ante 400 alumnos de la Universidad de Columbia sobre la crisis financiera internacional y se expresó a su vez sobre el proyecto de ley de servicios de comunicación audiovisual:

En Argentina se está debatiendo en estos momentos una Ley de Servicios de Medios Audiovisuales que sustituye a la ley vigente. La ley vigente en materia de medios audiovisuales se llama Ley de Radiodifusión, para que ustedes tengan la idea de lo vetusta y antigua que es la norma, pero además tiene un origen que es mucho peor que la vetustez del término.

Es una ley que fue sancionada por el dictador Jorge Rafael Videla. Para que ustedes tengan una idea, la autoridad de aplicación en materia de servicios audiovisuales, es decir, de televisión y de radio en la Argentina, es dirigida por un interventor y el directorio del Comfer todavía estaría integrado por miembros de las Fuerzas Armadas y miembros de la Secretaría de Inteligencia del Estado. Esta es la autoridad de aplicación vigente hoy en la Argentina.
¿Qué estamos proponiendo en la nueva de Ley de Medios Audiovisuales, que es profundamente desmonopolizadora? Porque también debemos decir que el 73 por ciento -y quiero repetir el número para que quede claro-, el 73 por ciento de las licencias en materia radiofónica, televisiva y de cable, porque en nuestro país el cable cubre el 60 por ciento de la población, pertenecen a una sola empresa que, además, es propietaria también de diarios.
Tengo entendido que aquí en los Estados Unidos, quien es propietario de un diario no puede ser propietario, por ejemplo, ni de canales de televisión ni de radios, que hay una incompatibilidad absoluta. Por ejemplo, The Washington Post, New York Times, Los Angeles Times, no podrían ser propietarios de una cadena de televisión ni de una cadena de radio. Esto en la Argentina no sucede.
De cualquier manera, nuestra Ley de Medios Audiovisuales no contempla esta incompatibilidad absoluta que sí contempla la legislación vigente en los Estados Unidos porque se refiere, precisamente, a eso, a medios audiovisuales. Todo lo que sea material periodístico gráfico, como diarios, revistas, etcétera no entra ni es materia regulable. Esta ley, además, en ningún momento hace mención a los contenidos que debe tener la información.

Había otros proyectos que hablaban de que la información debía ser veraz, que debía respetar la imagen... Esto nosotros lo entendemos como una verdadera limitación a la libertad de expresión y, por lo tanto, la ley solamente hace mención al tema de la concentración, o sea, -y lo copiamos de aquí de los Estados Unidos- los modelos de cuánto se puede tener de licencias de radio o de televisión de acuerdo con la cobertura geográfica y de acuerdo con la cobertura de audiencia.

Un sector de dirigentes y militantes de la Unión Cívica Radical criticó duramente el rol del partido en el tratamiento de la ley de servicios audiovisuales, se quejó de que la UCR se ubicara a la «derecha del espectro político» e hizo trascender su posición a través de una carta pública:

(...) La UCR quedó embarrada en un espacio donde quedó compartiendo foto con Pinedo y De Narváez, funcional al modelo de la derecha más reaccionaria de la Argentina que tras la figura de Mauricio Macri intenta montar un berlusconismo vernáculo (...) En qué están pensando cuando se sientan alegremente en conferencias de prensa donde se sostiene que los legisladores que tienen mandato hasta el 10 de diciembre de 2009 no tienen legitimidad para legislar. Es una de las declaraciones mas antidemocráticas que jamás se haya sostenido en el parlamento. (...) Mejor sería que en el Senado demostremos el compromiso que tenemos con el sistema y defendamos la posibilidad inmejorable de cambiar esta ley de la dictadura.

## Senado de la Nación
El 21 de septiembre a la tarde entró el proyecto de ley al Senado de la Nación, donde fue girado a las comisiones de Presupuesto y Hacienda y a la de Sistemas, Medios de Comunicación y Libertad de Expresión por el presidente provisional de la cámara alta, José Pampuro.
Sin embargo, tras un acuerdo entre el oficialismo y la oposición en una reunión de la Comisión de Labor Parlamentaria desarrollada el día miércoles 23 de septiembre, se decidió elevar a cuatro el número de comisiones intervinientes, sumando a las ya escogidas, la de Asuntos Constitucionales y la de Industria y Comercio. La decisión de Labor Parlamentaria fue luego sometida a votación en una sesión en el recinto del Senado, en la cual se apoyó de manera unánime la decisión de dicha comisión.

### Primera reunión del plenario
El 24 de septiembre se reunió por primera vez el plenario de las cuatro comisiones intervinientes, en una audiencia que duró aproximadamente ocho horas. Gabriel Mariotto (interventor del COMFER) y Tristán Bauer (director del Sistema Nacional de Medios Públicos) fueron invitados a la sala para responder las preguntas e inquietudes de los senadores con respecto al texto del proyecto de ley.
Durante la audiencia, los sectores de la oposición que estaban en contra de la iniciativa del oficialismo centraron sus críticas en aspectos puntuales del texto del proyecto; diferenciándose, de este modo, de la actuación que habían tenido en la Cámara de Diputados, donde los principales reclamos fueron por la metodología del tratamiento.
La senadora de la Coalición Cívica María Eugenia Estenssoro, criticó la composición de la autoridad de aplicación de la ley al sostener que «el gobierno de turno tendrá 4 ó 5 miembros de su misma afiliación partidaria».
Gerardo Morales, senador de la UCR, dijo sobre ese órgano que «aun con los cambios que se han hecho tenemos la certeza de que va a terminar copado por el kirchnerismo».
Con respecto a este tema, Mariotto respondió:

(La autoridad de aplicación) se establece como un órgano plural con amplia participación, que funcionará como un ente autárquico, descentralizado, integrado desde una concepción democrática con la presencia de diferentes sectores, que garantiza el adecuado equilibrio en la representación institucional.

En cuanto a este asunto, Morales propuso a su vez que los miembros de la autoridad de aplicación tuvieran que ser aprobados por dos tercios de las cámaras del Congreso en vez de con mayoría simple, al igual que con el Defensor del Pueblo y que a su vez fuesen sometidos previamente a la consideración pública, como pasa con quienes son propuestos para integrar la Corte Suprema.
Otro de los artículos más cuestionados por la oposición fue el 161, cuyo texto es el siguiente:

ARTÍCULO 161.- Adecuación. Los titulares de licencias de los servicios y registros regulados por esta ley, que a la fecha de su sanción no reúnan o no cumplan los requisitos previstos por la misma, o las personas jurídicas que al momento de entrada en vigencia de esta ley fueran titulares de una cantidad mayor de licencias, o con una composición societaria diferente a la permitida, deberán ajustarse a las disposiciones de la presente en un plazo no mayor a un (1) año desde que la autoridad de aplicación establezca los mecanismos de transición. Vencido dicho plazo serán aplicables las medidas que al incumplimiento -en cada caso- correspondiesen. Al solo efecto de la adecuación prevista en este artículo, se permitirá la transferencia de licencias. Será aplicable lo dispuesto por el último párrafo del artículo 41.

La peronista disidente Liliana Negre de Alonso sostuvo que se estaban afectando los «derechos adquiridos» y «el derecho a la propiedad» de los licenciatarios, a lo que Mariotto respondió que el artículo estaba basado en «experiencias internacionales» como la del caso Microsoft y manifestó:

Consideramos que los derechos adquiridos no son tales y que la libertad de expresión no puede convivir con monopolios y oligopolios, ese plazo nos parece el adecuado.

### Segunda reunión del plenario
El 25 de septiembre se desarrolló la segunda reunión del plenario de comisiones, en la cual las radios comunitarias, las cooperativas telefónicas y los pueblos originarios dieron sus opiniones favorables a la aprobación del proyecto de ley.
La reunión destacó por el alto grado de ausentismo de los senadores, sobre todo de los opositores. Hubo presentes un total de 16 de senadores, once del Frente para la Victoria, tres de la UCR, una del PJ disidente y una de la Coalición Cívica.
La audiencia comenzó con una exposición de Néstor Busso, titular del Foro Argentino de Radios Comunitarias (FARCO) y miembro de la Coalición por una Radiodifusión Democrática, quien se mostró a favor del proyecto y manifestó:

La función del Estado es asegurar la diversidad y pluralidad de medios. Eso supone normas que faciliten la expresión de los sectores más vulnerables. (...) Es necesario fijar normas que pongan límites a los poderosos que homogeneizan el discurso público.

José Toledo, de la Red Intercables que agrupa a pequeños proveedores de cable del interior del país, manifestó estar a favor del proyecto «en general» pero pidió que se modificara el artículo 30 que habilita a las cooperativas de servicios a ser titulares de licencias de servicios de comunicación audiovisual. Argumentó su punto de vista diciendo que las cooperativas de luz, gas o teléfonos funcionan, en los pueblos pequeños, como «monopolios».
Por ello sostuvo: «Si compiten con nosotros desaparecemos». La Asociación de Radiodifusoras Privadas Argentinas (ARPA) estaba en la lista de expositores pero no concurrió a la audiencia.
Ángela Jaramillo, abogada y representante del Encuentro de los Pueblos Originarios, destacó la inclusión de un representante indígena en el Consejo Federal y que las comunidades de los pueblos aborígenes puedan acceder a licencias. Por otra parte, se quejó de que algunos medios de comunicación traten a los pueblos originarios como si fuesen «insurgentes» y «creadores de problemas» y sostuvo que en realidad ellos son «atacados por los que quieren las tierras que nos pertenecen y usan sus influencias para despojarnos de nuestro territorio».

### Tercera reunión del plenario
El 28 de septiembre se reunió por tercera vez el plenario de comisiones. Opinaron a favor de la ley la Unión de Trabajadores de la Educación (UTE), la Federación de Trabajadores de Prensa (Fatpren), el Centro de Estudios Legales y Sociales (CELS), la Asociación Madres de Plaza de Mayo y pequeñas y medianas emisoras.
La mayoría de los expositores se mostró favorable al proyecto.
Hebe de Bonafini, presidenta de Madres de Plaza de Mayo, sostuvo que en la televisión argentina «sólo vemos a fachos, fachos y fachos», acusó a los diarios Clarín y La Nación de responsables de la censura impuesta por la última dictadura militar, y recordó que debido a la primera solicitada paga que publicaron las Madres fueron secuestradas y desaparecidas tres de ellas.
Con respecto a la ley manifestó:

Esta ley de la dictadura es una vergüenza para el mundo. No nos tenemos que seguir avergonzando. Nos tenemos que sentir orgullosos de que hubo 156 periodistas que prefirieron morir a callarse la boca. (...) Las Madres hemos vivido y sufrido en carne propia lo que es esta ley que tenemos que sacar y que nos prohibió hablar. (...) Cuando nos llevaban a los hijos, los medios que estamos cuestionando decían que eran terroristas y que estaba bien que los torturaran y los mataran. Y los diarios publicaban: muertos en enfrentamientos.
(...) Si no estás con esta ley y querés la que está, es porque estás con la dictadura sangrienta a la que no vamos a olvidar ni a perdonar.

Andrea Pochak, directora adjunta del CELS, dijo que el proyecto de ley utiliza como parámetro central de fundamentación el derecho a la libertad de expresión, respeta estándares internacionales de derechos humanos en la materia y establece medidas antimonopólicas necesarias para el derecho a expresarse. Sostuvo que es perfectible y mejorable, pero que significa una avance en materia de libertad de expresión.
Agregó que el proyecto brinda garantías en materia de transparencia y que el CELS «monitorizará que se apliquen correctamente».
Con respecto al control de la publicidad oficial manifestó objeciones, aunque dijo que ese tema puede tener una ley que lo trate específicamente.
Nicolás Ducoté, del Centro de Implementación de Políticas Públicas para la Equidad y el Crecimiento (CIPPEC), dijo que «la autoridad de aplicación debe garantizar la independencia del poder de turno» y pidió que se extendiera el plazo de adecuación de la ley, que en el proyecto es de un año.
Manifestó que en el tema de la publicidad oficial «hay un avance, pero no alcanza» y pidió una «distribución más equitativa de las pautas».
Eleonora Rabinovich, de la Asociación de Derechos Civiles (ADC), sostuvo que el proyecto era un «avance» aunque cuestionó algunos puntos.
Propuso que la autoridad de aplicación tuviese un solo miembro del Poder Ejecutivo, en vez de los dos que plantea el proyecto de ley.
Mónica Bianchi, de la Asociación Civil para la Integración Social (ACIS), pidió «por respeto a los discapacitados que dejen de decir que esta es una Ley K porque acá intervino la sociedad civil y todos contribuimos»; mientras que Pilar García, de la Asociación Argentina de Sordos, pidió que el artículo sobre la implementación del subtitulado opcional sea más específico porque si no «no va a servir para nada».

### Cuarta reunión del plenario
El plenario de comisiones se reunió por cuarta vez el 29 de septiembre. En esta jornada expusieron sus puntos de vista constitucionalistas, especialistas en comunicación y expertos en derecho administrativo, que más allá de sus diversas posiciones con respecto al proyecto con media sanción de la Cámara de Diputados, coincidieron en la necesidad de sancionar una nueva ley de radiodifusión que reemplace a la 22.285.
El constitucionalista Alberto González Arzac sostuvo que el proyecto «es perfectamente constitucional»,
y que los medios de comunicación audiovisuales «están en manos monopólicas», por lo que hay que «terminar con este monopolio» analizando la ley desde la óptica del artículo 42 de la Constitución Nacional, que trata sobre defensa de la competencia.
Daniel Sabsay, constitucionalista, dijo que el proyecto de ley es «sumamente atractivo en cuanto a sus propósitos y enunciados» que «dan voz a los que no tienen voz», pero que cuando se observan «los medios que se propone a esos fines encontramos medios que parecen contrarios a esos fines».
Sostuvo que había puntos flacos en el proyecto, como «la inseguridad jurídica, la violación a la propiedad privada y la discrecionalidad del Poder Ejecutivo» y opinó que la ley le da medios al Ejecutivo para controlar contenidos.
Félix Loñ, también constitucionalista, opinó que hay artículos que afectan «gravemente la libertad de expresión» y sostuvo que el proyecto es «susceptible de profundas mejoras» para garantizar «pluralismo, descentralización y participación»; mientras que Bernardo Licht solicitó un plazo mayor para adecuarse a la ley, aunque sostuvo que el texto del artículo 161 no debe interpretarse «como un año calendario a partir de la sanción de la nueva ley».
Eduardo Mertehikian, abogado experto en derecho administrativo, manifestó que el artículo 161 del proyecto, que estipula el plazo de adecuación a la ley, es «la regla de la apertura del mercado, la norma regulatoria. Es parte del artículo 42 de la Constitución y de la discrecionalidad que este Congreso tiene», sosteniendo a su vez que «la jurisprudencia de la Corte Suprema avala este procedimiento».
Martín Becerra, investigador del Conicet y profesor universitario, apuntó contra la concentración de medios y contenidos en la Argentina:

Los cuatro primeros actores (compañías) en televisión, radios y TV por cable acaparan el 78 por ciento del mercado. El 70 por ciento de los contenidos de televisión que se ven en el país se produce en el área metropolitana de Buenos Aires y el 86 por ciento de esa producción la realizan apenas dos canales.

Gustavo López, subsecretario general de la Presidencia y ex interventor del Comfer sostuvo que la vigente es una ley de la dictadura amoldada, tras modificaciones hechas durante el gobierno de Carlos Menem, a los intereses de los grandes multimedios.
Por otra parte, preguntó:

¿Cómo un país que pudo juzgar a las juntas militares, una experiencia casi inédita en el mundo, y cambió su Constitución, no pudo darse una nueva ley de medios? Es debido a las dificultades y las presiones de los grandes grupos económicos y los grandes medios de comunicación.

El especialista en telecomunicaciones Henoch Aguiar, cuestionó que «las licencias, que requieren un nivel importante de inversión, sólo sean adjudicadas por veinte años», que «las audiencias públicas sólo se establecen para renovar licencias y no para su adjudicación» y pidió que se exigieran «más especificaciones para evitar la posición dominante».

### Quinta reunión del plenario
El 30 de septiembre se desarrolló la quinta reunión del plenario de comisiones, en la cual expusieron las asociaciones de propietarios de medios de comunicación.
Fue la jornada con mayor cantidad de críticas al proyecto de ley.
Carlos Molina, de la Asociación de Radiodifusoras Privadas Argentinas (ARPA), sostuvo que el artículo que da un plazo establecido para que aquellos propietarios de medios que posean más licencias de las permitidas a partir de la entrada en vigor de la ley se adecúen a la misma, es «una arbitrariedad manifiesta que hay que dejar sin efecto».
A su vez, manifestó que el gobierno no advierte «la magnitud del daño económico que va a generar» la aprobación del texto con media sanción de Diputados, que según su visión, provocará «serios perjuicios patrimoniales a los actuales licenciatarios».
A su vez, sostuvo que el proyecto «restringe la libre expresión y el libre acceso a la información».
El titular de la Asociación Argentina de Televisión por Cable (ATVC), Walter Burzaco, reclamó por el artículo que baja de doce a seis minutos la cantidad de publicidad por hora que pueden colocar las empresas de su sector y advirtió que podría haber un aumento de tarifas del servicio de televisión por cable, para compensar las pérdidas que ocasionaría la baja en la cantidad de minutos de publicidad por hora.
Daniel Celentano, de la Asociación Bonaerense de Televisión, habló sobre la «necesidad de una ley de la democracia que sume, pero no calle voces», mientras que Lidia Berardi, de la Asociación de Radios Licenciatarias Independientes de Buenos Aires, pidió incorporar la figura jurídica «radio privada de gestión local».
Carlos Molinero, de la Asociación de Teledifusoras Argentinas (ATA), manifestó que «de la lectura del proyecto, surge la intencionalidad política de debilitar la actividad comercial privada independiente», les advirtió a los senadores que de sancionar como ley el texto aprobado por Diputados «la televisión privada abierta tenderá a desaparecer» y consideró «imperioso» modificar el artículo 161. Pidió asimismo que «no se asignen licencias sin estudio de factibilidad económica» y juzgó como de «imposible cumplimiento» la cuota de pantalla que establece el proyecto para las películas nacionales, haciendo referencia al artículo 67 del proyecto, que dice que los canales de televisión abierta «deberán exhibir en estreno televisivo en sus respectivas áreas de cobertura, y por año calendario, ocho (8) películas de largometraje nacionales, pudiendo optar por incluir en la misma cantidad hasta tres (3) telefilmes nacionales».
Miguel Lange, de la Federación Cooperativas de la República Argentina, señaló que las cooperativas de servicios no son monopólicas porque los usuarios son sus propios dueños y no tienen fines de lucro, y sostuvo que los grandes operadores de cable se oponen al ingreso de las cooperativas a los servicios de comunicación audiovisual porque tienen miedo de que brinden un servicio de televisión por cable a precio justo.Pidió a los senadores que votaran favorablemente y puso como ejemplo la situación de la localidad pampeana de General Pico, donde «la empresa monopólica de televisión por cable tiene ocho mil asociados», «a cien pesos por mes en un año la empresa obtiene diez millones de pesos, pero seis millones se van de General Pico por año; cualquier cooperativa podría hacer mucho por la ciudad con ese dinero».

### Sexta reunión del plenario
El 1 de octubre se llevó a cabo la sexta reunión del plenario de comisiones. En la misma expusieron los gobernadores de las provincias de San Luis y del Chaco, Alberto Rodríguez Saá y Jorge Capitanich respectivamente.
Aunque se esperaba también la participación del gobernador de Santa Fe, el socialista Hermes Binner, finalmente se abstuvo de participar.
El chaqueño, del Frente para la Victoria, sostuvo que el reemplazo de la ley 22.285 «constituye una deuda de la democracia argentina de los últimos 26 años» y manifestó su «defensa plena e irrestricta del federalismo en la construcción de un lenguaje plural donde cualquier chaqueño no debe contentarse con ser receptor pasivo sino sujeto activo en la construcción de un mensaje comunicacional que surja de sus propias raíces».
Agregó que «la República Argentina tiene absoluta e irrestricta libertad de expresión» y que «entender que esta ley es una ley mordaza atenta contra el sentido común». Sostuvo a su vez que con la aprobación del proyecto «no habrá nunca más un mensaje unidireccional del centro a la periferia».
Rodríguez Saá, del PJ disidente, dijo por su parte que el proyecto era inconstitucional y que los promotores de la ley estaban «ninguneando» el artículo 32 de la Constitución Nacional, que sostiene que el Congreso no puede sancionar leyes que «restrinjan la libertad de imprenta o establezcan sobre ella la jurisdicción federal».
Sostuvo que de aprobarse el proyecto recurriría a la Corte Suprema para que esta declarase su inconstitucionalidad y añadió:

Lo que debe hacer el Estado Nacional es establecer el espectro que no se puede utilizar por razones de tratados internacionales, navegación aérea o seguridad nacional, el resto tiene que quedar libre, absolutamente libre, como hay libertad para poner una imprenta.

De los demás oradores, dieron su opinión favorable al proyecto Juan Carlos Del Bello, rector de la Universidad Nacional de Río Negro en representación del Comité Interuniversitario Nacional (CIN) que reúne a las 43 universidades nacionales; Aldo Caballero, rector de la Universidad Nacional de Misiones y Sergio Caletti, del Espacio Carta Abierta. Se expresaron en contra el presidente de ADEPA, Gustavo Vittori, y el rabino Sergio Bergman.

En un momento de la reunión, el jujeño Guillermo Jenefes, que presidía el plenario como titular de la comisión de Sistemas, Medios de Comunicación y Libertad de Expresión, notificó que los directivos del Grupo Clarín habían solicitado participar de la discusión, y que por decisión de las cuatro comisiones intervinientes, se había decidido convocarlos para que expusieran en la audiencia del día siguiente. El jefe del bloque de senadores del Frente para la Victoria, Miguel Ángel Pichetto, sostuvo que ese sería el «cierre adecuado para un debate amplio y con multiplicidad de voces» y pidió que tras la audiencia del día siguiente, en la que intervendrían los empresarios del Grupo Clarín, Gabriel Mariotto (COMFER) y Ceferino Namuncurá, titular de la Comisión Nacional de Comunicaciones (CNC), se firmaran los dictámenes del plenario.
El jefe del bloque radical, Ernesto Sanz, se opuso a la propuesta de Pichetto, pidió continuar con las audiencias hasta el miércoles 7 de octubre, reclamó cambios en el proyecto y anunció que los radicales no concurrirían a la reunión del día siguiente.
Guillermo Jenefes dijo no estar de acuerdo con algunos puntos del proyecto, pero señaló que firmaría el dictamen de mayoría, que no prevé cambios al proyecto aprobado por Diputados, en disidencia parcial. Esta firma era clave para la obtención del despacho de comisión por parte del oficialismo, dado que Jenefes integraba tres de las cuatro comisiones. Ernesto Sanz se dirigió a Jenefes en los siguientes términos: «Hágase cargo de que le dará al oficialismo las firmas necesarias para sacar el dictamen». El jujeño, por su parte, respondió: «Los lugares que tengo en las comisiones son por el Frente para la Victoria. Soy un crítico, quiero que la ley se modifique, pero no voy a convertirme en (...) el obstáculo para que este proyecto se trate en el recinto».
Asimismo, añadió:
«En lugar de mirarme a mí, debería mirar a los diputados radicales que eludieron la responsabilidad histórica de modificar artículos importantes de la ley», haciendo alusión a la ausencia de los diputados de la UCR, entre otros partidos opositores, en la votación del proyecto en la cámara baja, ya que de haber estado presentes podrían haber forzado la modificación de algunos de los artículos que cuestionaban.
La senadora de la Coalición Cívica, María Eugenia Estenssoro, se quejó de la decisión de los senadores oficialistas: «Seis días de audiencias para discutir la ley y no quieren hacer ninguna modificación. Esto demuestra lo devaluada que está la democracia en nuestro país». Pichetto le respondió: «Así como han venido a reclamar modificaciones, otros han dicho que querían que esta ley se apruebe sin cambios. El debate no ha sido estéril».

### Séptima reunión del plenario
La séptima y última reunión del plenario de comisiones se desarrolló el 2 de octubre, en ausencia de la oposición y de los directivos del Grupo Clarín, que se abstuvieron finalmente de participar.
La reunión duró poco más de una hora y en la misma expusieron Gabriel Mariotto (COMFER) y Ceferino Namuncurá, de la Comisión Nacional de Comunicaciones. Mariotto sostuvo:

Si alguien o un pool de empresas de comunicación tiene una posición dominante en el mercado, se convierte en una nueva forma de censura. Distinta a la de la dictadura militar, pero una forma de censura. ¿Quién nos defiende de este estado de censura? Un Estado que dicte leyes (...) Nadie quiere cerrar ninguna voz, queremos que haya muchas, múltiples puntos de vista que puedan expresarse.

Con respecto a las asociaciones que nuclean a los empresarios de medios, como ARPA y ATA, manifestó:

En 25 años nunca escuché replanteos acerca del rol cómplice que tuvieron durante la dictadura militar.
Lo único que quieren es que siga vigente la ley de la dictadura, con las reformas de los ’90. Por eso van cambiando de estrategias y pareciera que las conductas que llevan adelante algunos representantes de la oposición estuvieran escritas por los grupos monopólicos y las organizaciones empresarias de radio y televisión.

Namuncurá, por su parte, destacó que una de las cosas importantes que contemplaba el proyecto era la migración a nuevas tecnologías y la digitalización, que permitiría la multiplicación de las señales. Agregó que un uso eficiente del espectro saldaría la deuda con muchos operadores con voluntad de regularizarse.
Durante esta reunión, tuvo lugar la firma del dictamen. En la comisión de Presupuesto y Hacienda hubo ocho senadores a favor y siete en contra, en la de Sistemas, Medios de Comunicación y Libertad de Expresión ocho a favor y cinco en contra, en la de Industria y Comercio diez a favor y seis en contra, y en la de Asuntos Constitucionales, ocho a favor y siete en contra.
De esta manera, se resolvió que el proyecto fuese tratado en el recinto el día 9 de octubre, en una sesión especial convocada por Julio Cobos a pedido del bloque oficialista.

### Debate en el recinto del Senado
El viernes 9 de octubre, minutos después de las diez y media de la mañana, se inició el tratamiento del proyecto con media sanción de Diputados.
En una larga sesión que se extendió por aproximadamente veinte horas y finalizó el sábado 10 a las seis y diez de la mañana, el Senado de la Nación convirtió en ley el proyecto.
El texto fue aprobado en general con 44 votos a favor y 24 en contra.

## Correcciones en el Boletín Oficial
Tras la sanción de la norma se publicó en el Boletín Oficial de la República Argentina una fe de erratas en la que se corregían errores en el texto de dos artículos de la ley. El segundo párrafo del artículo 95 decía «El Banco de la Nación Argentina transferirá en forma diaria los montos que correspondan conforme a lo previsto en el artículo 88», cuando en realidad se quería remitir al artículo 97; mientras que el segundo párrafo del artículo 124 decía «Sin perjuicio de las facultades de incorporación de miembros conforme al artículo 116, estará integrado por miembros de reconocida trayectoria en los ámbitos de la cultura, educación o la comunidad del país», cuando en realidad se quería remitir al artículo 126. Estos errores fueron producto de la renumeración del articulado de la ley tras las modificaciones realizadas en la Cámara de Diputados.
Según el secretario parlamentario del Senado Juan Estrada, «se trató de un error numérico y no de contenido. Algo normal y nada grave en el tratamiento de leyes con mucho articulado».
Mediante un comunicado, manifestó lo siguiente con respecto a los errores y al pedido de cambio que había solicitado el senador juecista por Córdoba, Carlos Rossi:

Rossi hizo mención del error en el transcurso de la reunión de Labor Parlamentaria que tuvo lugar el día jueves 8 al mediodía, y al término de esa reunión le manifesté que estaba en conocimiento del tema y que, oportunamente, la Secretaría Parlamentaria de Diputados remitiría la nota de fe de erratas que es usual en estos casos, lo que efectivamente se concretó a las 22 horas del día 9, durante el desarrollo de la sesión del Senado.

Los sectores de la oposición que se habían opuesto a la ley cuestionaron las correcciones hechas en el Boletín Oficial. Gerardo Morales manifestó que no se trataba de una fe de erratas, sino de un cambio de la ley y aseguró que alguien había «cometido un delito» al «modificar un instrumento público»:

No es que hicieron la corrección de una coma o un punto, acá cambiaron la ley. Aparece a simple vista que han modificado un instrumento público y eso es un delito. (...) Así como fue aprobado en el Senado, tiene que estar publicado y no puede haber cambios.

En contraposición, el senador Miguel Ángel Pichetto sostuvo que sólo se trató de un «ordenamiento de la correlatividad de los artículos» hecho por la cámara de origen (Diputados), que notificó al Senado sobre el cambio antes de la votación en general del proyecto.
Dijo que la nota remitida por Diputados al Senado durante el debate es «un mecanismo habitual que no comporta ninguna irregularidad» y que suele darse en leyes extensas y complejas como la de servicios de comunicación audiovisual. En relación con las críticas opositoras, manifestó que «hay una actitud impugnadora para oscurecer la sanción, que ha sido totalmente transparente y por la abrumadora mayoría en ambas Cámaras».

## Promulgación e implementación de la norma
El 22 de octubre de 2009 se publicaron en el Boletín Oficial dos decretos para la implementación de la ley. El 1525/2009, que crea la Autoridad Federal de Servicios de Comunicación Audiovisual, encargada de aplicar la ley, y el 1526/2009 que crea Radio y Televisión Argentina Sociedad del Estado, que tendrá a su cargo la administración, operación, desarrollo y explotación de los servicios audiovisuales, integrándose entre las mismas, las señales de Canal 7 y Radio Nacional.

## Voces a favor de la sanción del proyecto presidencial

### Partidos y dirigentes políticos
Martín Sabbatella, dirigente de Nuevo Encuentro, dijo estar a favor del proyecto de ley enviado por el gobierno, aunque planteó que existen aspectos puntuales de la ley que pueden y deben ser mejorados.

### Organización de las Naciones Unidas
El Relator Especial de la ONU sobre el Derecho a la Libertad de Opinión y Expresión, Frank Larue, se manifestó a favor de la iniciativa promovida por el gobierno argentino:

Esta propuesta de ley es un modelo único en el mundo y un ejemplo para todos los demás países, en virtud de que garantiza el acceso de todos los sectores a las frecuencias de la radio y la televisión manteniendo el principio de pluralismo y diversidad en el ejercicio de la libertad de expresión.

Dijo nunca haber visto «un proyecto de ley de ningún tipo pero mucho menos relacionado con libertad de expresión, consultado con tantos sectores y en tantas formas y regiones», sostuvo que la concentración mediática afecta la calidad de la democracia y manifestó a su vez que convertir el proyecto en ley sería una muestra de la madurez política de Argentina y que no entendía cuáles podían ser las razones para querer mantener una ley de la dictadura.
Según el diario Clarín, la visita de Larue a la Argentina sembró «dudas» en la oposición y entidades de medios de comunicación porque la agenda de actividades del funcionario de las Naciones Unidas fue «coordinada por funcionarios de la Cancillería y el COMFER», a pesar de que la Relatoría de Libertad de Expresión de la ONU es un organismo «autónomo de los gobiernos».
Frank Larue, en una entrevista concedida a Página/12, sostuvo que tenía la voluntad de reunirse con todos los sectores y que de hecho ya tenía una entrevista programada con propietarios de medios; y concluyó diciendo: «Me hubiera gustado que Clarín me diera el derecho a réplica».

### Organizaciones de periodistas
La Federación Internacional de Periodistas (FIP), una organización con sede en Bruselas que agrupa a más de 600.000 profesionales de 120 países y es según su vicepresidente Osvaldo Urriolabeitia la organización más representativa de periodistas a nivel mundial, dio a conocer en mayo de 2009 un comunicado de adhesión a la Ley de Servicios de Comunicación Audiovisual, firmado por el periodista británico Aidan White, secretario general de dicha organización. En el comunicado, la organización de periodistas sostuvo que apoyaba la nueva ley «tanto en la forma, representada por el apoyo explícito recibido y el debate de todos los puntos que se impulsa a lo largo y a lo ancho del país» como en lo «medular», por contener «preceptos claros y precisos para evitar la concentración de los medios de comunicación y la tendenciosa uniformidad del mensaje informativo», posibilitando «la multiplicidad de voces» para hacer realidad «el Derecho universalmente reconocido que todos tenemos de informar libremente y ser verazmente informados».
La ONG internacional Reporteros sin Fronteras, que según su carta de presentación «lucha para que retroceda la censura y combate las leyes destinadas a restringir la libertad de prensa» sostuvo en abril de 2009:

Ya es hora de terminar con la herencia de las dictaduras militares. Argentina está en ello con una nueva ley de radiodifusión, que va a democratizar el espacio audiovisual.

Una vez aprobada la nueva ley, Reporteros Sin Fronteras sostuvo que se trató de una «pequeña revolución mediática», la calificó de «necesaria y valiente, teniendo en cuenta los medios de presión de algunos grupos de prensa bastante egoistas» y comparó partes del texto con la ley de medios aprobada en Uruguay en 2007.

### Organizaciones de comunicación
En marzo de 2009 cinco organizaciones latinoamericanas de comunicación enviaron una carta a la presidenta argentina, en la que manifestaban su apoyo al entonces proyecto de Ley de Servicios de Comunicación Audiovisual:

Las Redes de Comunicación latinoamericanas (...) que (...) en el 3º Foro Social de las Américas, formulamos el «Llamamiento para Democratizar la Comunicación», nos complacemos y la felicitamos por la propuesta de Ley de Servicios de Comunicación Audiovisual presentada hace pocos días para su debate.

Las organizaciones y redes de comunicación consideramos en ese llamamiento la necesidad de «revisar y reformular los marcos regulatorios para asegurar una comunicación democrática y horizontal, que garanticen el ejercicio del derecho a la comunicación y el libre acceso a la información pública», así como «la prohibición de oligopolios y monopolios informativos».
De igual manera afirmamos que «la información y la comunicación deben ser consideradas un Derecho y no una simple mercancía» e insistimos en la necesidad de promover y fortalecer «los medios del sector social, populares, comunitarios, educativos» y que «se impulsen y desarrollen los medios públicos, con participación ciudadana», al igual «que se asegure el acceso y utilización universal de los beneficios de las tecnologías de la información y comunicación».

Observamos con mucho agrado que estos principios están incorporados en su propuesta de Ley asumiendo los 21 puntos propuestos por la «Coalición por una Radiodifusión democrática».

Las organizaciones firmantes de la misiva fueron la Asociación para el Progreso de las Comunicaciones (APC), organización con estatus consultivo ante Naciones Unidas; la Asociación Latinoamericana de Educación Radiofónica (ALER), cuya misión es la democratización de las comunicaciones; la Agencia Latinoamericana de Información (ALAI), que también lucha por la democratizar la comunicación y tiene estatus consultivo ante la ONU; la Organización Católica Latinoamericana y Caribeña de Comunicación (OCLACC), una red organizada de instituciones, comunicadores y profesionales de la comunicación de América Latina y el Caribe; y la Asociación Radialistas Apasionadas y Apasionados, que busca democratizar la comunicación con una perspectiva de género.
En febrero de 2010, la ONG italiana MegaChip, fundada por el periodista y ex eurodiputado Giulietto Chiesa, que considera que la concentración de los medios de comunicación es una grave amenaza para la democracia, organizó junto a la «Federazione Nazionale della Stampa» y a la ONG «Comunicazione, Etica e Ambiente», un encuentro llamado «Comunicazione bene comune» para debatir la Ley de Servicios de Comunicación Audiovisual en Roma, con el objetivo de estimular la reflexión sobre el escenario de los medios de comunicación en Italia. En la invitación a la discusión se sostuvo:

(...) En la Argentina se ha aprobado una revolucionaria ley de regulación del sistema radiotelevisivo que, favoreciendo el acceso al éter de la sociedad civil y poniendo un freno a la concentración editorial, irá constituyendo en los próximos años un sistema mediático en el que el pluralismo ya no será tutelado por el pensamiento único del mercado y las corporaciones mediáticas, sino por los propios ciudadanos.

Danilo Bianchi, intendente de la localidad de Anghiari (Toscana), en donde se alojó la delegación argentina encabezada por Mariotto, sostuvo:

(...) Esta tarde, la Argentina ha venido a hacernos conocer un nuevo modelo de comunicación que considera a esta, justamente, un bien común y un derecho fundamental del hombre. Italia debería aprender mucho de esta lección.

En el debate desarrollado en la sede de la Federazione Nazionale Stampa Italiana, Roberto Natale, periodista y presidente de la organización manifestó:

Hablar de la Argentina hoy nos hace bien, porque nos ayuda a entender que otro ordenamiento de los medios es posible. Consideramos absurdo el silencio que existe en Italia ante tamaña concentración de poder. (...) Así como todos los monopolios y duopolios son un problema para nosotros, queremos aprovechar la ocasión de hoy para entender a quienes, como la Argentina, se están organizando de manera diferente. El primer aspecto que debe hacernos reflexionar es el rol que la ley argentina da a las organizaciones sociales incluso desde el punto de vista de la propiedad de los medios. El segundo es el tema de la calidad. La norma argentina se plantea el problema de la calidad, que no se puede imponer por ley, pero sí se puede proponer e incentivar.

### Universidades Nacionales y comunidad educativa
El Consejo Interuniversitario Nacional (CIN), que agrupa a todas las universidades nacionales de la Argentina, aprobó por unanimidad en una reunión de todos los rectores en la ciudad cordobesa de Villa María su adhesión a la Ley de Servicios de Comunicación Audiovisual. Asimismo, la ley fue apoyada por investigadores, docentes y estudiantes de carreras universitarias de comunicación de diferentes universidades nacionales durante el «Séptimo Encuentro Nacional de Carreras de Comunicación» organizado por la Universidad Nacional del Comahue y la Federación Argentina de Carreras de Comunicación Social en la localidad rionegrina de General Roca.

### Periodistas, artistas y trabajadores de los medios
El periodista Víctor Hugo Morales se expresó a favor de la sanción de una nueva ley de Servicios Audiovisuales:

He leído el proyecto de ley en líneas generales y me parece que está muy bien, que satisface plenamente aquella necesidad que todos hemos proclamado desde hace muchos años de que era imprescindible una nueva ley de radiodifusión.

Asimismo, criticó la ley vigente desde la última dictadura militar al decir que:

Ha ido ambientando, a través de sucesivos errores de los gobiernos, la conformación de multimedios que considero que son una de las maneras de agredir la libertad de prensa.

El escritor y conductor de radio Alejandro Dolina se manifestó a favor de la ley promovida por el gobierno de Cristina Fernández, dijo que «servirá para terminar con los monopolios y con una ley de la dictadura» y se explayó sobre la situación actual de los medios en la Argentina y su influencia en la gente:

En la actualidad hay una gigantesca manipulación mediática y por eso a veces la gente no opina lo que sale de su apreciación sino de lo que escucha.

El periodista, conductor de televisión y fundador de los diarios Página/12 y Crítica de la Argentina, Jorge Lanata, expresó lo siguiente con respecto al proyecto que propone una nueva ley de comunicación audiovisual:

Es necesaria la implementación de una nueva ley de radiodifusión, por muchos motivos. En principio, porque la que hay es de la dictadura. Y si pudiéramos cambiar todas las leyes de la dictadura por leyes de la democracia sería más sano. Estoy de acuerdo en algunos puntos del proyecto del Gobierno, no en todos, pero que haya otro proyecto puede significar que se cambie más adelante. Pero seguro que entre un proyecto y el otro no tengo ni que pensarlo, prefiero un proyecto de la democracia sea del partido que sea.

El locutor y periodista Eduardo Aliverti apoyó la iniciativa y afirmó:

Veo difícil que se pueda abrir el debate social porque los grandes multimedios no están interesados en que este debate se produzca y van a operar a través de la bajada de línea por vía indirecta. No te van a decir que se oponen a la ley porque un cambio de la ley tiene cierto plafón social, pero te van a meter veinticinco tapas en contra. El hecho de que por fin se presente un proyecto después de veinticinco años, un bochorno, para reemplazar la ley de los milicos es importante, y si la ley no puede salir creo que va a quedar más desnudo que nunca que no sale por la presión de los grandes grupos corporativos del periodismo argentino.

El actor y humorista Diego Capusotto, que en su programa radial Lucy en el Cielo con Capusottos realiza una parodia titulada «¿Hasta cuándo?» sobre el funcionamiento de ciertos medios de comunicación argentinos, manifestó su apoyo al proyecto de ley enviado por el oficialismo. En una entrevista radial sostuvo que muchas voces que en el marco del tratamiento de la ley de medios hablan de libertad de prensa «cuando realmente no hubo libertad de prensa eran funcionales a eso o miraban para otro lado».
El periodista y director de la revista Veintitrés, Roberto Caballero, publicó una nota de opinión en la que enumera las razones por las cuales apoya la ley «aunque la impulse el kirchnerismo» y contesta las principales críticas que se han formulado al proyecto desde algunos medios de comunicación y desde gran parte de la oposición.
Un grupo de periodistas y trabajadores del diario Crítica de la Argentina manifestó su apoyo a la Ley de Servicios de Comunicación Audiovisual a través de un comunicado difundido en octubre de 2009:

(...) Porque la diversidad mediática otorga más fuentes de trabajo y abre un abanico de voces. En ese sentido, rechazamos la idea de que se está con el Gobierno o se está con Clarín: así como las empresas privadas no deben manipular la información a favor de sus intereses, los medios públicos deben tener independencia del Ejecutivo. Porque somos periodistas, fotógrafos, diagramadores, diseñadores, correctores, entre otros, que desarrollamos tareas en un medio de comunicación, e involucrarnos en este debate con libertad de conciencia nos resulta imprescindible. Por todo esto, los abajo firmantes, miembros del staff de Crítica de la Argentina expresamos nuestro apoyo, en general, a la Ley de Servicios de Comunicación Audiovisual.

Entre los firmantes del comunicado estuvieron Martín Caparrós, Washington Cucurto, Alejandro Agostinelli, Pablo Alabarces, Cristian Alarcón, Juan José Becerra, Eduardo Blaustein, Mauro Federico, Diego Genoud, Luciana Geuna, Josefina Licitra, Diego Schurman, Alejandro Wall, Ángela Lerena, Jesica Bossi y Claudio Zlotnik.
La periodista Sandra Russo sostuvo que la nueva ley es «un pasaje al acto democrático de una especie que no hemos conocido» y que «representa de manera precisa y por oposición qué tipo de democracia tuvimos». Manifestó que la democracia argentina ha sido hasta el momento «apacible» y «domesticada» y que «hay que lograr que el poder político sea en este país lo suficientemente libre del poder corporativo». Asimismo, criticó la falta de diversidad de opiniones en los medios:

El multimedios más grande ha tachado a Telesur de sus ofertas. No está en la góndola. Los dueños del supermercado han decidido que esos contenidos no serán puestos a consideración del abonado. Si eso lo hiciera un gobierno, sería censura. Si lo hace el sector privado, ¿cómo se llama?

En octubre de 2009, un grupo de aproximadamente 300 artistas escribió una carta a los senadores pidiendo que votaran favorablemente el proyecto de ley. Entre los firmantes estaban Leonardo Favio, Adolfo Aristarain, Luis Puenzo, Andrea Del Boca, Natalia Oreiro, Federico Luppi, Soledad Villamil, Lola Berthet, Patricio Contreras, Roberto Carnaghi, Daniel Burman, Ana María Picchio, Lita Stantic, Roberto "Tito" Cossa, David Blaustein, Marcelo Piñeyro, Jean Pierre Noher, Julio Raffo, Lito Cruz y Juan Palomino.
Entre quienes se expresaron a favor de la ley, estuvieron también el actor Gustavo Garzón,
la cantante Teresa Parodi,
el cantautor Víctor Heredia,
el periodista deportivo Juan Pablo Varsky,
la actriz Florencia Peña,
la cantante Adriana Varela,
el periodista deportivo Alejandro Apo,
el periodista e historiador Osvaldo Bayer
y el actor Pepe Soriano.

### Dirigentes sociales
El premio Nobel de la Paz Adolfo Pérez Esquivel cuestionó a quienes proponían postergar el debate, criticó duramente a los medios de comunicación y se manifestó a favor de la sanción de una nueva ley de radiodifusión. Con respecto a la ley propuesta por el oficialismo, dijo que contiene aspectos positivos pero que debe darse el debate para mejorarla con propuestas superadoras. Criticó concretamente la composición de la «Autoridad de Aplicación» que regulará los servicios de comunicación audiovisual.
Taty Almeida, presidenta de Madres de Plaza de Mayo Línea Fundadora, se expresó a favor del debate por una nueva ley de radiodifusión:

"Durante muchos años vimos como se postergaba una y otra vez, el debate para terminar con la indignidad de que los medios de comunicación estuvieran reglamentados por una ley que nació a medida y gusto del Proceso de Reorganización Nacional: un engendro que tiene su inspiración en la «doctrina de seguridad nacional», donde debe vigilarse lo que se dice, lo que se hace, lo que se piensa. Un engendro que no daba lugar al distinto, a las opiniones diversas, a las minorías, porque acarreaba «problemas de seguridad», nada más y nada menos porque se entendía a los ciudadanos como parte del «enemigo interno». Gobierno tras gobierno el pueblo esperó la democratización de la comunicación… y esperó en vano. Siempre hubo «mayores» intereses que la fueron dejando de lado. Y la vergüenza de un país con 25 años de democracia y la comunicación reglamentada por leyes autoritarias de origen represivo era cuestión de cada día. Por eso hoy saludamos la posibilidad de abrir el juego a las opiniones y poder debatir la propuesta que fuera presentada por Cristina Fernández de Kirchner, fruto de ese trabajo colectivo. Es el resultado de muchos debates a lo largo y a lo ancho del país, y se seguirá debatiendo hasta conseguir la mejor ley posible, la que nos merecemos."

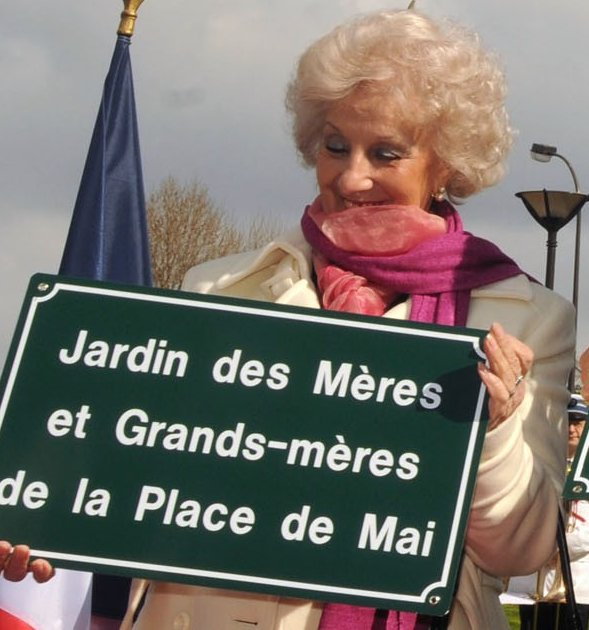
Estela de Carlotto apoyó la Ley de Servicios de Comunicación Audiovisual.

Estela de Carlotto, presidenta de Abuelas de Plaza de Mayo, se expresó en los siguientes términos con respecto al proyecto de ley de medios:

"Hace muchos años que se viene bregando por esto y me consta, porque yo como abuela de Plaza de Mayo he acompañado muchas gestiones de reivindicación de la nueva ley de radiodifusión. Las abuelas somos parte de una lucha que beneficia al pueblo, para su cultura, para su libertad de expresión y de pensamiento. Esta ley se la tenemos que dejar a los jóvenes que se están formando y a los niños para que nazcan en un país donde no les impongan nada, sino que por sí mismos puedan pensar."

## Voces en contra de la sanción del proyecto presidencial

### Partidos y dirigentes políticos

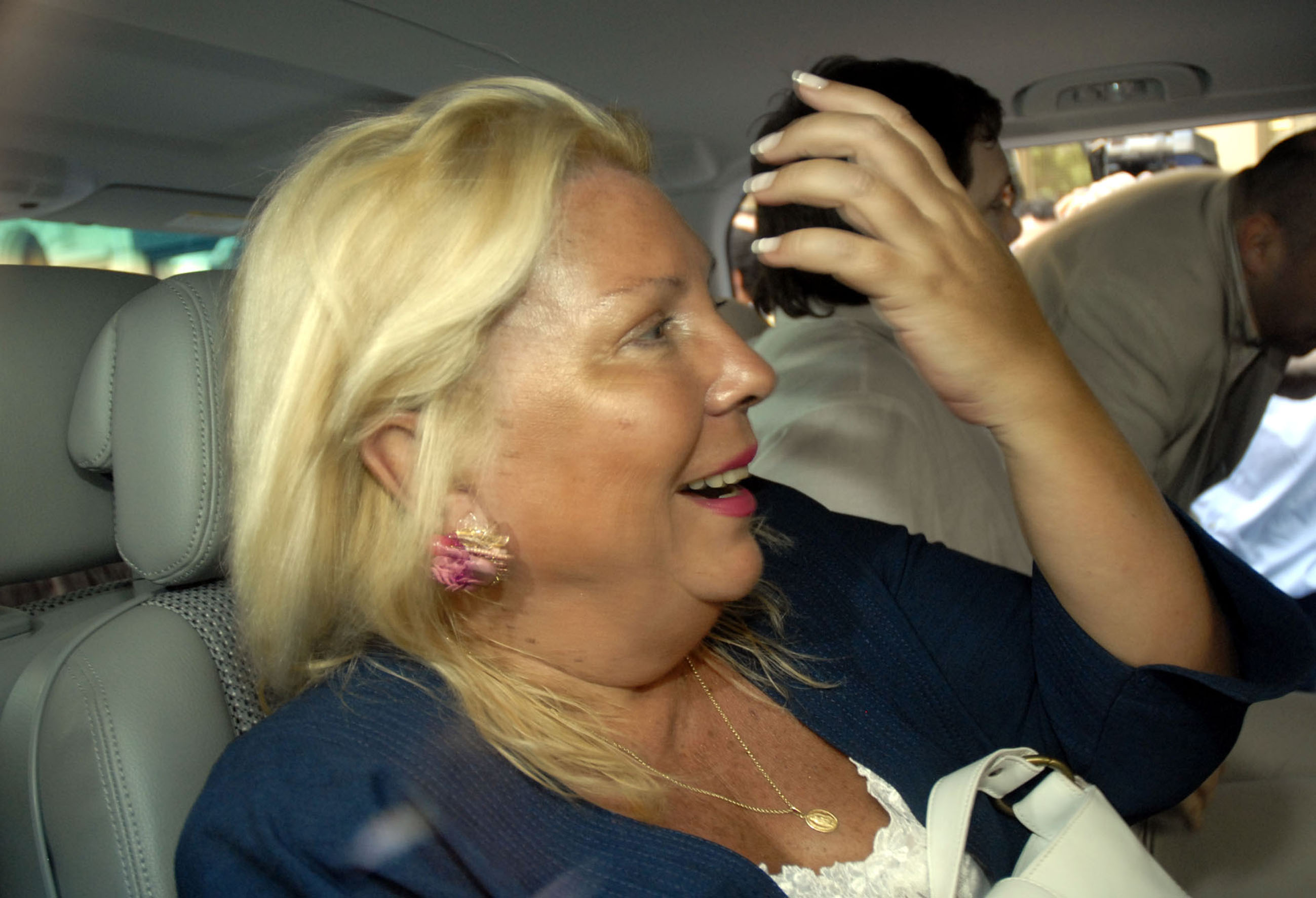
Elisa Carrió, líder de la Coalición Cívica, manifestó su rechazo al proyecto propuesto por el gobierno de Cristina Kirchner.

En marzo de 2009, la Coalición Cívica y la Unión Cívica Radical manifestaron a través de sus líderes, Elisa Carrió y Gerardo Morales respectivamente, que la propuesta promovida por el oficialismo era «extorsiva». Carrió, expresó a su vez:

"No tenemos ningún problema en defender a llamados grupos económicos si es en defensa de la libertad de expresión."

Al final de la conferencia, Carrió agregó:

El cercenamiento a la libertad de expresión es tan grande que hoy lo que está en juego es la libertad de expresión en la Argentina y en esto no hay que confundirse. Después discutiremos con Clarín la mejor ley ¿Se entiende? Pero primero vamos a defender la libertad de expresión.

Por su parte Gerardo Morales, Jefe de la UCR, aseguró que el proyecto buscaría facilitar al gobierno kirchnerista un mayor control sobre los medios de comunicación.
También en marzo de 2009, Mauricio Macri, Jefe de Gobierno de la Ciudad de Buenos Aires y líder del PRO, dijo que la iniciativa del gobierno era «una chicana en un momento electoral» y manifestó que no era el momento de debatir debido a la proximidad de las elecciones legislativas de junio:

"No le creo al Gobierno cuando convoca a debatir. Y en medio de una campaña electoral no me parece el momento para debatir algo tan importante."

El humorista e imitador Nito Artaza, senador electo por la provincia de Corrientes, denominó al proyecto de ley de medios como «ley de radioconfusión» y le adjudicó «el fin casi fascista de regular contenidos y coartar la libertad de expresión y de información».
Macri también calificó de fascista al gobierno debido al proyecto aprobado por la Cámara de Diputados.
Por su parte, el senador nacional y exgobernador de la provincia de Santa Fe, Carlos Reutemann, al preguntársele sobre el proyecto de ley de servicios audiovisuales, se limitó a decir «nos estamos copiando mucho de Chávez».

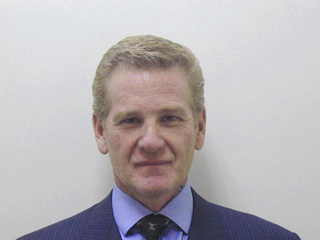
Francisco De Narváez, dirigente de Unión PRO y accionista de América TV.

Tras el anuncio del envío del proyecto, Francisco De Narváez (Unión PRO) sostuvo que la intención del gobierno era «controlar a los medios».
De Narváez fue luego denunciado penalmente por el interventor del Comité Federal de Radiodifusión, Gabriel Mariotto, por presunta «violación de la ley de Ética en el Ejercicio de la Función Pública» (Ley N.º 25188). Lo acusó de ocultar su participación accionaria en América TV para eludir los alcances del artículo 45 de la ley de radiodifusión por entonces todavía vigente, que prohibía expresamente que un legislador fuese dueño de un medio de comunicación audiovisual.
El dirigente del PRO había declarado en una entrevista realizada por el diario Perfil, publicada el 5 de julio de 2009: «Yo compré una parte accionaria de América en junio de 2005 y asumí como diputado en diciembre de 2005, no fue una casualidad. Porque yo sabía que la batalla que se venía era cruel y parte la libran los medios».
El diputado del Frente para la Victoria Agustín Rossi preguntó «¿Qué intereses defiende el diputado De Narváez? ¿Los intereses de la sociedad o los intereses del multimedios al cual representa?»
La denuncia planteó que «La licenciataria no ha cumplido con los requisitos marcados por la ley 22.285 en cuanto a su artículo 85» y advirtió que «la sociedad nunca informó que entre sus accionistas estuviera el señor diputado nacional en ejercicio Francisco de Narváez». El dirigente del PRO fue acusado por el oficialismo de ser «parte interesada» en el debate por la ley de medios, a lo que De Narváez respondió acusando al oficialismo de «perseguir a la oposición y a los que piensan distinto» y de querer «vetarlo» por oponerse a «un proyecto de ley kirchnerista para amordazar al periodismo».
El peronista disidente Juan Carlos Romero, senador nacional y exgobernador de la provincia de Salta manifestó:

Esta ley, más que una ley de medios, es una ley de miedo, el miedo que tiene el oficialismo a que la gente se exprese libremente, miedo a la pluralidad de ideas y miedo al fin de un ciclo político. (...) Limita la diversidad, pretende silenciar voces independientes e imponer la teoría del pensamiento único.

Ernesto Sanz, jefe del bloque radical en el Senado, sostuvo que el gobierno perseguía con su proyecto dos grandes metas:

La primera es desguazar los grandes medios o los grupos concentrados y, la segunda, quedarse para sí con una autoridad de aplicación absolutamente discrecional y arbitraria.

### Periodistas y trabajadores de los medios

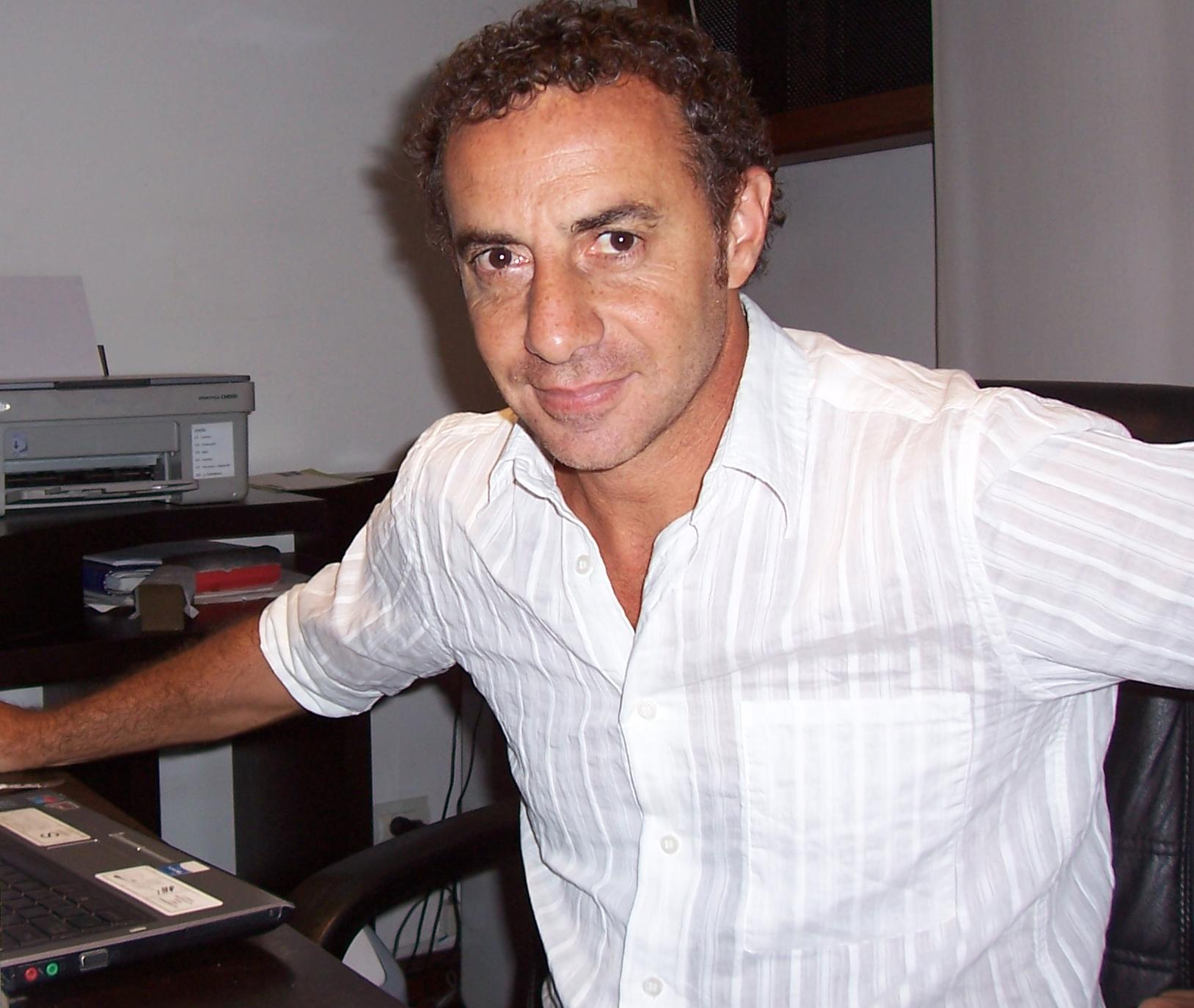
El periodista Luis Majul, en contra del proyecto enviado por el gobierno.

El periodista y conductor televisivo Luis Majul se expresó en contra del proyecto promovido por el gobierno:

"Mientras envía a sus soldados a la guerra, Kirchner disfraza las verdaderas razones de su lucha. Así, convence a una buena parte de los legisladores y una pequeña parte de la sociedad que se trata de una guerra santa contra la derecha satánica, el capitalismo concentrado y los monopolios de la información. En realidad, se trata de una batalla personal para no perder poder."

La conductora de televisión Susana Giménez, en una entrevista hecha por el diario La Voz del Interior (perteneciente en un 81% al Grupo Clarín), manifestó su opinión sobre la ley de medios audiovisuales promovida por el gobierno:

Espero que en el Senado la reboten. Me parece injusto que el Gobierno la imponga de esa manera, antes de que ocupen la banca los que ganaron las elecciones. Lo veo poco democrático. Me parece una venganza personal y eso me molesta. Es un patoterismo.

El locutor y periodista Fernando Bravo, dueño de una radio en la localidad bonaerense de San Pedro, sostuvo que la ley de servicios audiovisuales «ningunea» a las radios locales y se quejó de las radios que funcionan ilegalmente, generando una competencia desleal.

### Organizaciones de propietarios de medios
La Sociedad Interamericana de Prensa, que agrupa a dueños de periódicos del continente americano se opuso a la nueva ley y la calificó de «revanchista» y «politizada» por medio de su presidente Enrique Santos Calderón, de El Tiempo de Colombia, diario perteneciente al Grupo Planeta.
El colombiano criticó a su vez el «apresuramiento» en torno a la aprobación de la nueva norma, sostuvo que hubo «mucha diligencia para ‘castigar’ a los medios, pero muy poco para que se visualice el papel del Estado en el manejo de la información y en su papel de ordenador» y expresó su «solidaridad» con las entidades y medios de comunicación que criticaron varios puntos de la nueva legislación, «especialmente aquellas que entregan al Estado un amplio poder discrecional para controlar la actividad del periodismo mediante un órgano con la mayoría de representantes del Poder Ejecutivo, que tendrá la potestad de revisar las licencias cada dos años».

### Dueños de multimedios
La directora del diario Clarín, Ernestina Herrera de Noble, se manifestó fuertemente en contra de la iniciativa del gobierno para reformar la ley vigente y en un discurso que dio acompañada por Marcela y Felipe Noble Herrera, sus hijos adoptivos que según las Abuelas de Plaza de Mayo fueron sustraídos a detenidos-desaparecidos durante la última dictadura; dijo que:

"(...) Sufrimos nuevos embates por defender nuestra integridad periodística. Ataques disfrazados con argumentos falsos y contradictorios. Campañas de una virulencia inusitada, originadas en zonas oscuras del poder. A las que incluso se prestan algunos que creen lucrar con eso. No es la primera vez, ni será la última"

Daniel Vila, presidente de UNO Medios y dueño de dicho grupo empresario junto a Alfredo Vila y José Luis Manzano, expresó que el envío de la Ley de Servicios de Comunicación Audiovisual al Congreso es comparable con el golpe de Estado que tuvo lugar el 24 de marzo de 1976:

"Tiene una gravedad institucional solamente comparable con el Golpe de Estado de marzo del 76. Esta ley, su pretexto de cambiar una ley del proceso militar, esconde uno de los despojos más grandes a los que puede llegar a asistir la Argentina: el despojo que le va a hacer la ley a la sociedad en su conjunto, despojo a la pluralidad informativa."

### Otros sectores
La «Mesa de Enlace» agropecuaria, formada por la Sociedad Rural Argentina (SRA), las Confederaciones Rurales Argentinas (CRA), CONINAGRO y la Federación Agraria Argentina (FAA), promotora de los paros patronales agropecuarios de 2008 y que al momento de la presentación del proyecto de ley de Servicios Audiovisuales estaba realizando un paro de comercialización de productos agrarios, se expresó en contra de la iniciativa.

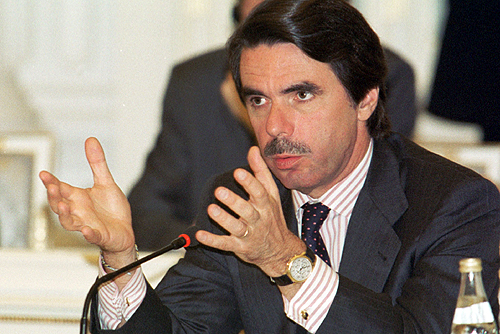
José María Aznar.

Antes de viajar a Buenos Aires para brindar una serie de conferencias, el ex Presidente del Gobierno de España por el Partido Popular, José María Aznar, criticó la mayor participación que se le otorga al Estado argentino en el proyecto de ley de medios audiovisuales y juzgó como «muy grave» cualquier iniciativa que pretenda aumentar los controles a la actividad privada. Agregó que «no cree» en la participación pública en los medios de comunicación «ni en ningún otro tipo de empresas».
El 6 de octubre de 2009 se realizó un acto en contra del proyecto de Ley de Servicios de Comunicación Audiovisual. Los tres principales oradores fueron el rabino Sergio Bergman, el piquetero Raúl Castells y el dirigente patronal agropecuario Alfredo De Angeli. Según los organizadores se hicieron presentes entre 5000 y 7000 personas, aunque fuentes policiales y de prensa indicaron que concurrieron entre 2000 y 3000.
Bergman sostuvo que «aquí se está proponiendo como quedarse con todos los medios» y que «en poco tiempo todo lo que vas a poder ver es canal 7», en referencia al canal público.
De Angeli, por su parte, acusó a los legisladores que apoyaron el proyecto de ley de «alcahuetes y obsecuentes que no tienen vergüenza» y sentenció:

Nunca nos vamos a olvidar de lo que votaron, no van a poder caminar en la plaza de su pueblo, porque van a ser señalados.

Raúl Castells se justificó por concurrir a un acto organizado por «gente de derecha», sostuvo que había concurrido para defender el pluralismo y concluyó que la «ley de Videla» y la «ley de Kirchner» son en esencia la misma cosa.
Entre los asistentes, hubo varios legisladores de la oposición: Silvana Giudici (UCR), Patricia Bullrich (Coalición Cívica) y Nora Ginzburg (PRO), Fernando Iglesias (Coalición Cívica), Carlos Rossi (Partido Nuevo),
Juan Carlos Morán (GEN), Paula Bertol (PRO) y otros dirigentes de asociaciones patronales agropecuarias como Hugo Biolcati (Sociedad Rural) y Néstor Roulet (Confederaciones Rurales Argentinas).

### Evolución del texto de la ley
- Ley de Radiodifusión 22.285 - COMFER - Texto de la ley vigente entre 1980 y 2009

- Propuesta de Proyecto de Ley de Servicios de Comunicación Audiovisual - COMFER - Texto original de la propuesta de proyecto de ley con marcas de derecho comparado y cuadros comparativos con la ley 22.285

- Proyecto de Ley de Servicios de Comunicación Audiovisual - Cámara de Diputados de la Nación Archivado el 7 de octubre de 2009 en Wayback Machine. - Texto del proyecto enviado por el Poder Ejecutivo

- Proyecto de Ley de Servicios de Comunicación Audiovisual Texto con comparaciones entre el proyecto enviado por el PEN y el resultante tras las modificaciones - Infobae.com

- Proyecto de Ley de Servicios de Comunicación Audiovisual - Cámara de Diputados de la Nación Archivado el 14 de octubre de 2009 en Wayback Machine. - Texto del proyecto aprobado por la Cámara de Diputados.

- Ley de Servicios de Comunicación Audiovisual 26.522 - COMFER - Texto de la ley sancionada.

### Versiones taquigráficas de las audiencias públicas en el Congreso
- Audiencia pública del 8 de septiembre (enlace roto disponible en Internet Archive; véase el historial, la primera versión y la última). - Comité Federal de Radiodifusión

- Audiencia pública del 9 de septiembre (enlace roto disponible en Internet Archive; véase el historial, la primera versión y la última). - Comité Federal de Radiodifusión

- Audiencia pública del 10 de septiembre (enlace roto disponible en Internet Archive; véase el historial, la primera versión y la última). - Comité Federal de Radiodifusión

- Audiencia pública del 11 de septiembre (enlace roto disponible en Internet Archive; véase el historial, la primera versión y la última). - Comité Federal de Radiodifusión

### Versión taquigráfica de la sesión en la Cámara de Diputados
- Versión taquigráfica de la sesión en la Cámara de Diputados - Parlamentario.com

### Ponencias presentadas en las audiencias públicas del Congreso
- Ponencias receptadas por el plenario de las tres comisiones intervinientes Archivado el 8 de mayo de 2010 en Wayback Machine. - Comité Federal de Radiodifusión

- La posición del Foro de Periodismo Argentino frente al proyecto de Ley de Servicios de Comunicación Audiovisual - Foro de Periodismo Argentino

### Dictámenes del plenario de las tres comisiones intervinientes
- Dictámenes de mayoría y minoría - Comité Federal de Radiodifusión

### Versión taquigráfica de la sesión en el Senado
- Versión taquigráfica de la sesión en el Senado - Parlamentario.com

### Votación artículo por artículo en el Senado
- Votación artículo por artículo en el Senado (enlace roto disponible en Internet Archive; véase el historial, la primera versión y la última). - Honorable Senado de la Nación Argentina

### Trabajos académicos sobre radiodifusión en la Argentina
- El poder mediático, el poder económico y el poder de la palabra - Universidad Nacional de La Plata - Facultad de Periodismo y Comunicación Social - Cátedra UNESCO – Libertad de Expresión

- Historia Legal de la Radio y la Televisión en Argentina - Universidad Nacional de La Plata - Facultad de Periodismo y Comunicación Social - Cátedra UNESCO – Libertad de Expresión

- Datos: Q5800986